# Liste der Lieder von Paul McCartney
Die Liste der Lieder von Paul McCartney enthält von dem britischen Pop-Rock-Sänger eingespielte Titel. Singleauskopplungen sind fett markiert.
| Titel                                                                       | Album                                                              | Jahr | Autoren | Anmerkungen                                                           |
| --------------------------------------------------------------------------- | ------------------------------------------------------------------ | ---- | --- | --------------------------------------------------------------------- |
| 1M1                                                                         | The Family Way [Soundtrack]                                        | 1967 | Paul McCartney |                                                                       |
| 10M1 / 6M3 / 4M1 / 1M3 / 1M4                                                | The Family Way [Soundtrack]                                        | 1967 | Paul McCartney |                                                                       |
| 11M1 / 11M2 / 10M3 / 8M1                                                    | The Family Way [Soundtrack]                                        | 1967 | Paul McCartney |                                                                       |
| 12M1                                                                        | The Family Way [Soundtrack]                                        | 1967 | Paul McCartney |                                                                       |
| 13M1                                                                        | The Family Way [Soundtrack]                                        | 1967 | Paul McCartney |                                                                       |
| 13M2                                                                        | The Family Way [Soundtrack]                                        | 1967 | Paul McCartney |                                                                       |
| 1882                                                                        | Red Rose Speedway                                                  | 1973 | Paul McCartney, Linda McCartney |                                                                       |
| 1882 Live                                                                   | Red Rose Speedway (2018, 2CD)                                      | 1973 | Paul McCartney, Linda McCartney | & Wings                                                               |
| 222                                                                         | Memory Almost Full                                                 | 2007 | Paul McCartney |                                                                       |
| 2M5                                                                         | The Family Way [Soundtrack]                                        | 1967 | Paul McCartney |                                                                       |
| 3 Legs                                                                      | Ram DE 22                                                          | 1971 | Paul McCartney | & Linda McCartney                                                     |
| 3 Legs                                                                      | Thrillington                                                       | 1977 | Paul McCartney | als Percy "Thrills" Thrillington                                      |
| 4 4 4                                                                       | Strawberries Oceans Ships Forest                                   | 1994 | Paul McCartney, Martin Glover | & The Fireman                                                         |
| 4th Of July                                                                 | Venus And Mars                                                     | 2014 | Paul McCartney | & Wings                                                               |
| 5M1 / 11M3                                                                  | The Family Way [Soundtrack]                                        | 1967 | Paul McCartney |                                                                       |
| 6M2 / 1M2                                                                   | The Family Way [Soundtrack]                                        | 1967 | Paul McCartney |                                                                       |
| 7 a.m.                                                                      | Rushes                                                             | 1998 | Paul McCartney, Martin Glover | & The Fireman                                                         |
| 7M1                                                                         | The Family Way [Soundtrack]                                        | 1967 | Paul McCartney |                                                                       |
| A Certain Softness                                                          | Chaos And Creation In The Backyard                                 | 2005 | Paul McCartney |                                                                       |
| A Day in the Life Live                                                      | Good Evening New York City                                         | 2009 | John Lennon, Paul McCartney (The Beatles) 1967 |                                                                       |
| A Fairy Tale                                                                | London Town Session                                                | 1977 | Paul McCartney | & Wings                                                               |
| A Fine Day Live                                                             | Paul Is Live                                                       | 1993 | Paul McCartney |                                                                       |
| A Good-Night                                                                | A Garland For Linda                                                | 2000 | Paul McCartney |                                                                       |
| A Leaf                                                                      | Working Classical                                                  | 1999 | Paul McCartney |                                                                       |
| A Love for You                                                              | Ram                                                                | 1971 | Paul McCartney | & Linda McCartney                                                     |
| A Room With A View                                                          | Twentieth Century Blues                                            | 1998 | Madeline Gibson (Noël Coward) 1928 |                                                                       |
| About You                                                                   | Driving Rain                                                       | 2001 | Paul McCartney, James McCartney |                                                                       |
| Abracadabra                                                                 | Brand New Boots And Panties: A Tribute To Ian Dury Various Artists | 2001 | Chas Jankel, Ian Dury |                                                                       |
| Ac-cent-tchu-ate The Positive                                               | Kisses On The Bottom                                               | 2012 | Harold Arlen, Johnny Mercer (Bing Crosby & Sonny Tufts) 1944 |                                                                       |
| Adieux                                                                      | L'écume des jours                                                  | 2013 | Etienne Charry | & The Macedonian Radio Symphonic Orchestra                            |
| Admiral Halsey                                                              | Ram                                                                | 1971 | Paul McCartney, Linda McCartney | & Linda McCartney                                                     |
| Admiral Halsey                                                              | Thrillington                                                       | 1977 | Paul McCartney, Linda McCartney | als Percy "Thrills" Thrillington                                      |
| African Yeah Yeah                                                           | Wild Life [Deluxe Edition, 2018, 2CD]                              | 2018 | | & Wings                                                               |
| After Heavy Light Years Live                                                | Unveröffentlicht                                                   | 1997 | Paul McCartney |                                                                       |
| After the Ball                                                              | Back to the Egg                                                    | 1979 | Paul McCartney | & Wings                                                               |
| After You've Gone                                                           | After You've Gone                                                  | 1977 | Paul McCartney | & Wings                                                               |
| Again and Again and Again                                                   | Back to the Egg                                                    | 1979 | Denny Laine | & Wings                                                               |
| Ain't No Sunshine Live                                                      | Unplugged (The Official Bootleg)                                   | 1991 | Bill Withers 1971 |                                                                       |
| Ain't That A Shame                                                          | CHOBA B CCCP                                                       | 1988 | Dave Bartholomew (Fats Domino) 1955 |                                                                       |
| All Day                                                                     | All Day Single                                                     | 2015 | Paul McCartney, Sean Combs, Mario Winans, Mike Dean, Kanye West, Patrick Reynolds, Che Pope, Charles Njapa, Kendrick Lamar, Karim Kharbouch, Cydel Young, Noah Goldstein, Allen Ritter, Rennard East, Tyler Bryant, Allan Kyariga, Victor Mensah, Malik Yusef Jones, Ernest Brown, Noel Ellis | & Kanye West, Theophilus London, Allan Kingdom                        |
| All Ends Are Beginnings                                                     | Destiny Soundtrack                                                 | 2014 | Martin O'Donnell, Michael Salvatori, C. Paul Johnson | & Michael Salvatori, C. Paul Johnson, Martin O'Donnell                |
| All My Loving Live                                                          | Paul Is Live                                                       | 1993 | John Lennon, Paul McCartney (The Beatles) 1963 |                                                                       |
| All My Trials                                                               | All My Trials (CD Single)                                          | 1990 | Paul McCartney (Harry Belafonte) |                                                                       |
| All My Trials Live                                                          | Tripping the Live Fantastic – highlights!                          | 1990 | Paul McCartney (Harry Belafonte) |                                                                       |
| All Of Me                                                                   | Old Sock                                                           | 2013 | Gerald Marks, Seymour Simons (Belle Baker) 1931 | & Eric Clapton                                                        |
| All of You                                                                  | Band on the Run                                                    | 1973 | Paul McCartney, Linda McCartney |                                                                       |
| All Shook Up                                                                | Run Devil Run                                                      | 1999 | Otis Blackwell, Elvis Presley (David Hill) 1957 |                                                                       |
| All Things Must Pass Live                                                   | Concert For George                                                 | 2009 | George Harrison 1970 |                                                                       |
| All Together Now Live                                                       | Unveröffentlicht                                                   | 2013 | The Beatles |                                                                       |
| All You Horse Riders                                                        | McCartney II                                                       | 2011 | Paul McCartney |                                                                       |
| All You Need Is Love Live                                                   | Party at the Palace: The Queen's Jubilee Concert                   | 2002 | John Lennon / Paul McCartney 1967 | & Rod Stewart, Joe Cocker, Ladysmith Black Mambazo                    |
| All You Need Is Love Live                                                   | Party at the Palace: The Queen's Jubilee Concert                   | 2002 | John Lennon / Paul McCartney 1967 | & Eric Clapton, Rod Stewart, Joe Cocker, Ladysmith Black Mambazo      |
| Alligator                                                                   | New                                                                | 2013 | Paul McCartney |                                                                       |
| Always                                                                      | Kisses On The Bottom                                               | 2012 | Irving Berlin (Irving Kaufman) 1921 |                                                                       |
| Amazing Grace                                                               | The Ballad Of The Skeletons [Explicit]                             | 1996 | Allen Ginsberg | & Lenny Kaye, Allen Ginsberg, Philip Glass                            |
| Amoeba's Secret                                                             |                                                                    |      | |                                                                       |
| And I Love Her Live                                                         | Unplugged (The Official Bootleg)                                   | 1991 | John Lennon, Paul McCartney (The Beatles) 1964 |                                                                       |
| Angry                                                                       | Press To Play                                                      | 1986 | Paul McCartney, Eric Stewart |                                                                       |
| Angry                                                                       | Plays Well With Others                                             | 2018 | Paul McCartney, Hamish Stuart | & Phil Collins                                                        |
| Animated Piece – Line Art                                                   | Chaos and Creation in the Backyard DVD                             | 2005 | Paul McCartney |                                                                       |
| Another Day DE 6                                                            | Ram                                                                | 1971 | Paul McCartney, Linda McCartney | & Linda McCartney                                                     |
| Another Day                                                                 | All the Best                                                       | 1971 | Paul McCartney, Linda McCartney | & Wings                                                               |
| Another Girl Live                                                           | Unveröffentlicht                                                   | 2015 | The Beatles |                                                                       |
| Anyone Can Fly                                                              | Country Trilogy Collection                                         | 2008 | Denny Laine | & Denny Laine                                                         |
| Anyway                                                                      | Chaos And Creation In The Backyard                                 | 2005 | Paul McCartney |                                                                       |
| Appletree Cinnabar Amber                                                    | Rushes                                                             | 1998 | Paul McCartney, Martin Glover | & The Fireman                                                         |
| Appreciate                                                                  | New                                                                | 2013 | Paul McCartney |                                                                       |
| Aqui LLega el Sol                                                           | Musica Para Bebes: Para Despertar                                  | 2004 | | & John Lennon                                                         |
| Arizona Light                                                               | Strawberries Oceans Ships Forest                                   | 1994 | Paul McCartney, Martin Glover | & The Fireman                                                         |
| Arrow Through Me                                                            | Back to the Egg                                                    | 1979 | Paul McCartney | & Wings                                                               |
| At The Mercy                                                                | Chaos And Creation In The Backyard                                 | 2005 | Paul McCartney |                                                                       |
| Atlantic Ocean                                                              | Young Boy (CD Single)                                              | 1997 | Paul McCartney |                                                                       |
| Auld Lang Syne Live                                                         | Unveröffentlicht                                                   | 1992 | Robert Burns |                                                                       |
| Auraveda                                                                    | Rushes                                                             | 1998 | Paul McCartney, Martin Glover | & The Fireman                                                         |
| Average Person                                                              | Pipes Of Peace                                                     | 1983 | Paul McCartney |                                                                       |
| Baby Face                                                                   | Venus And Mars [The Paul McCartney Archive Collection]             | 2014 | Harry Akst, Benny Davis | & Wings                                                               |
| Baby Face Live                                                              | Amoeba Gig                                                         | 2019 | Jan Garber |                                                                       |
| Baby's Request                                                              | Kisses On The Bottom [Deluxe Edition]                              | 2012 | Paul McCartney |                                                                       |
| Baby's Request                                                              | Back to the Egg                                                    | 1979 | Paul McCartney | & Wings                                                               |
| Back In Brazil                                                              | Egypt Station                                                      | 2018 | Paul McCartney |                                                                       |
| Back In The Sunshine Again                                                  | Driving Rain                                                       | 2001 | Paul McCartney, James McCartney |                                                                       |
| Back in the U.S.S.R.                                                        | Gift Set                                                           | 1989 | John Lennon, Paul McCartney (The Beatles) 1968 |                                                                       |
| Back in the U.S.S.R. Live                                                   | Tripping the Live Fantastic                                        | 1990 | John Lennon, Paul McCartney (The Beatles) 1968 |                                                                       |
| Back On My Feet                                                             | Flowers In The Dirt                                                | 1987 | Paul McCartney, Declan MacManus |                                                                       |
| Back Seat Of My Car                                                         | Thrillington                                                       | 1977 | Paul McCartney | als Percy "Thrills" Thrillington                                      |
| Backwards Traveller                                                         | London Town                                                        | 1978 | Paul McCartney | & Wings                                                               |
| Ballad of the Skeletons Edit                                                | The Ballad Of The Skeletons [Explicit]                             | 1996 | | & Lenny Kaye, Allen Ginsberg, Philip Glass                            |
| Ballroom Dancing                                                            | Tug Of War                                                         | 1982 | Paul McCartney |                                                                       |
| Band On The Run DE 22                                                       | Band On The Run                                                    | 1973 | Paul McCartney, Linda McCartney | & Wings DE 15                                                         |
| Be-Bop-A-Lula Live                                                          | Unplugged (The Official Bootleg)                                   | 1991 | Sheriff Tex Davis (Gene Vincent and His Blue Caps) 1956 |                                                                       |
| Be What You See (Link)                                                      | Tug Of War                                                         | 1982 | Paul McCartney |                                                                       |
| Beautiful Night                                                             | Flaming Pie                                                        | 1986 | Paul McCartney |                                                                       |
| Being for the Benefit of Mr. Kite! Live                                     | Unveröffentlicht                                                   | 2013 | The Beatles |                                                                       |
| Best Friend                                                                 | Unveröffentlicht                                                   | 1972 | Paul McCartney, Linda McCartney |                                                                       |
| Best Friend Live                                                            | Red Rose Speedway [Deluxe Edition, 2018, 2CD]                      | 1973 | Paul McCartney, Linda McCartney | & Wings                                                               |
| Beware My Love                                                              | Wings at the Speed of Sound                                        | 1976 | Paul McCartney, Linda McCartney | & Wings                                                               |
| Big Barn Bed                                                                | Red Rose Speedway                                                  | 1973 | Paul McCartney, Linda McCartney | & Wings US 1                                                          |
| Big Boys Bickering                                                          | Off The Ground – Complete Works                                    | 1992 | Paul McCartney |                                                                       |
| Biker Like An Icon                                                          | Off The Ground                                                     | 1993 | Paul McCartney |                                                                       |
| Bip Bop                                                                     | Wild Life                                                          | 1971 | Paul McCartney, Linda McCartney | & Wings DE 47                                                         |
| Bip Bop Link Home Recording                                                 | Wild Life (2018, 2CD)                                              | 1971 | Paul McCartney, Linda McCartney | & Wings                                                               |
| Bip Bop Link Instrumental                                                   | Wild Life                                                          | 1993 | Paul McCartney, Linda McCartney | & Wings                                                               |
| Birthday Live                                                               | Tripping The Live Fantastic                                        | 1990 | John Lennon, Paul McCartney (The Beatles) 1968 |                                                                       |
| Bison                                                                       | Rushes                                                             | 1998 | Paul McCartney, Martin Glover | & The Fireman                                                         |
| Blackbird Live                                                              | Wings over America                                                 | 1976 | John Lennon, Paul McCartney (The Beatles) 1968 | & Wings                                                               |
| Blackbird Live                                                              | Unplugged (The Official Bootleg)                                   | 1991 | John Lennon, Paul McCartney (The Beatles) 1968 |                                                                       |
| Blackpool                                                                   | The Piano Tape (Bootleg)                                           | 1971 | Paul McCartney |                                                                       |
| Blue Jean Bop                                                               | Run Devil Run                                                      | 1999 | Hal Levy (Gene Vincent & His Blue Caps) 1956 |                                                                       |
| Blue Moon of Kentucky Live                                                  | Unplugged (The Official Bootleg)                                   | 1991 | William Smith Monroe (Bill Monroe and The Blue Grass Boys) 1946 |                                                                       |
| Blue Suede Shoes                                                            | Completed Rarities Vol. 2 (Bootleg)                                | 1999 | Carl Perkins |                                                                       |
| Blue Sway                                                                   | McCartney II                                                       | 2011 | Paul McCartney |                                                                       |
| Bluebird                                                                    | Band On The Run                                                    | 1973 | Paul McCartney, Linda McCartney | & Wings                                                               |
| Bo Diddley Live                                                             | Unveröffentlicht                                                   | 1982 | Bo Diddley |                                                                       |
| Bogey Music                                                                 | McCartney II                                                       | 1980 | Paul McCartney |                                                                       |
| Bogey Wobble                                                                | McCartney II                                                       | 2011 | Paul McCartney |                                                                       |
| Boil Crisis                                                                 | Unveröffentlicht                                                   | 1977 | |                                                                       |
| Boots & Sand                                                                | Roadsinger 7" Single                                               | 2009 | Yusuf | & Yusuf, Dolly Parton                                                 |
| Bourrée Live                                                                | Unveröffentlicht                                                   | 1989 | Johann Sebastian Bach |                                                                       |
| Bridge Over The River Suite                                                 | Wings at the Speed of Sound                                        | 1973 | Paul McCartney, Linda McCartney | & Wings                                                               |
| Bring It On Home To Me                                                      | CHOBA B CCCP                                                       | 1988 | Sam Cooke 1962 |                                                                       |
| Bring It On Home To Me                                                      | Givin It Up (For Love)                                             | 2006 | Sam Cooke 1962 | & George Benson, Al Jarreau                                           |
| Broadcast                                                                   | Back to the Egg                                                    | 1979 | Paul McCartney | & Wings                                                               |
| Broomstick                                                                  | Young Boy Single                                                   | 1997 | Paul McCartney |                                                                       |
| Brown Eyed Handsome Man                                                     | Run Devil Run                                                      | 1999 | Chuck Berry 1956 |                                                                       |
| Bye Bye Blackbird                                                           | Kisses On The Bottom                                               | 2012 | Mort Dixon, Ray Henderson (Sam Lanin's Dance Orchestra with Arthur Hall) 1926 |                                                                       |
| C Mon People                                                                | Off the Ground                                                     | 1993 | Paul McCartney |                                                                       |
| C Moon                                                                      | Red Rose Speedway                                                  | 1972 | Paul McCartney, Linda McCartney | & Wings                                                               |
| C Moon Live                                                                 | All My Trials Single                                               | 1972 | Paul McCartney, Linda McCartney | & Wings                                                               |
| Cabal Stomp                                                                 | Destiny Soundtrack                                                 | 2014 | Martin O'Donnell, Michael Salvatori, C. Paul Johnson | & Michael Salvatori, C. Paul Johnson, Martin O'Donnell                |
| Cactus Club Live                                                            | Unveröffentlicht                                                   | 1986 | |                                                                       |
| Caesar Rock                                                                 | Egypt Station                                                      | 2018 | Paul McCartney |                                                                       |
| Cafe on the Left Bank                                                       | London Town                                                        | 1978 | Paul McCartney | & Wings                                                               |
| Cage                                                                        | Unveröffentlicht                                                   | 1978 | Paul McCartney |                                                                       |
| Calico Skies                                                                | Flaming Pie                                                        | 1997 | Paul McCartney |                                                                       |
| Call Me Back Again                                                          | Venus and Mars                                                     | 1975 | Paul McCartney, Linda McCartney | & Wings                                                               |
| Can't Buy Me Love Live                                                      | Tripping the Live Fantastic                                        | 1990 | John Lennon, Paul McCartney (The Beatles) 1964 |                                                                       |
| Carry That Weight Live                                                      | Tripping the Live Fantastic                                        | 1990 | John Lennon, Paul McCartney (The Beatles) 1969 |                                                                       |
| Celebration                                                                 | Unveröffentlicht                                                   | 2002 | |                                                                       |
| Celtic Stomp                                                                | Strawberries Oceans Ships Forest                                   | 1993 | Paul McCartney, Martin Glover | & The Fireman                                                         |
| Check My Machine                                                            | McCartney II                                                       | 1980 | Paul McCartney |                                                                       |
| Cheek to Cheek Live                                                         | Unveröffentlicht                                                   | 2013 | Irving Berlin |                                                                       |
| Children Children                                                           | London Town                                                        | 1978 | Paul McCartney, Denny Laine | & Wings                                                               |
| Christian Bop                                                               | Pipes Of Peace                                                     | 2015 | Paul McCartney, Stanley Clarke |                                                                       |
| Chronologies                                                                | Destiny Soundtrack                                                 | 2014 | Martin O'Donnell, Michael Salvatori, C. Paul Johnson | & Michael Salvatori, C. Paul Johnson, Martin O'Donnell                |
| Clock On the Wall                                                           | Japanese Tears                                                     | 1980 | Denny Laine | & Denny Laine                                                         |
| Come and Get It Live                                                        | Unveröffentlicht                                                   | 2011 | Badfinger |                                                                       |
| Come On to Me                                                               | Egypt Station                                                      | 2018 | Paul McCartney |                                                                       |
| Come Together                                                               | Come Together Single                                               | 1995 | Paul McCartney, John Lennon (The Beatles) 1969 | & The Smokin' Mojo Filters                                            |
| Comfort of Love                                                             | Chaos and Creation in the Backyard                                 | 2005 | Paul McCartney |                                                                       |
| Coming Up Live                                                              | All the Best!                                                      | 1979 | Paul McCartney | & Wings                                                               |
| Coming Up                                                                   | McCartney II                                                       | 1980 | Paul McCartney |                                                                       |
| Confidante                                                                  | Egypt Station                                                      | 2018 | Paul McCartney |                                                                       |
| Cook of the House                                                           | Wings at the Speed of Sound                                        | 1976 | Paul McCartney, Linda McCartney | & Wings                                                               |
| Coquette                                                                    | Run Devil Run                                                      | 1999 | Johnny Green, Carmen Lombardo, Gus Kahn (Guy Lombardo & His Canadians) 1928 |                                                                       |
| Corridor Music                                                              | Give My Regards to Broad Street                                    | 1984 | Paul McCartney |                                                                       |
| Cosmically Conscious                                                        | Off The Ground                                                     | 1993 | Paul McCartney |                                                                       |
| Country Dreamer                                                             | Band on the Run                                                    | 1973 | Paul McCartney, Linda McCartney | & Wings                                                               |
| Course cloches                                                              | L'écume des jours                                                  | 2013 | Etienne Charry | & The Macedonian Radio Symphonic Orchestra                            |
| Crackin' Up                                                                 | CHOBA B CCCP                                                       | 1988 | Bo Diddley 1959 |                                                                       |
| Crawl of the Wild                                                           | Unveröffentlicht                                                   |      | Paul McCartney | & Wings                                                               |
| Crossroads Theme                                                            | Venus and Mars                                                     | 1975 | Tony Hatch | & Wings                                                               |
| Cuff Link                                                                   | London Town                                                        | 1978 | Paul McCartney | & Wings                                                               |
| Cut Me Some Slack                                                           | Sound City – Real to Reel                                          | 2013 | Paul McCartney, Dave Grohl, Krist Novoselic, Pat Smear | & Dave Grohl, Krist Novoselic, Pat Smear                              |
| Dance Til We're High                                                        | Electric Arguments                                                 | 2008 | Paul McCartney | & The Fireman                                                         |
| Dance Tonight                                                               | Memory Almost Full                                                 | 2007 | Paul McCartney |                                                                       |
| Danger Zone                                                                 | Japanese Tears                                                     | 1980 | Denny Laine | & Denny Laine                                                         |
| Darkroom                                                                    | McCartney II                                                       | 1980 | Paul McCartney |                                                                       |
| Day Tripper Live                                                            | Good Evening New York City                                         | 2009 | John Lennon, Paul McCartney (The Beatles) 1965 |                                                                       |
| Daytime Nighttime Suffering                                                 | Back to the Egg                                                    | 1979 | Paul McCartney | & Wings                                                               |
| Dear Boy                                                                    | Ram                                                                | 1971 | Paul McCartney, Linda McCartney | & Linda McCartney                                                     |
| Dear Boy                                                                    | Thrillington                                                       | 1977 | Paul McCartney, Linda McCartney | & Percy "Thrills" Thrillington                                        |
| Dear Friend                                                                 | Wild Life                                                          | 1971 | Paul McCartney, Linda McCartney | & Wings                                                               |
| Dear Friend (Home Recording I)                                              | Wild Life (2018, 2CD)                                              | 1971 | Paul McCartney, Linda McCartney | & Wings                                                               |
| Dear Friend (Home Recording II)                                             | Wild Life (2018, 2CD)                                              | 1971 | Paul McCartney, Linda McCartney | & Wings                                                               |
| Deconstruction                                                              | Destiny Soundtrack                                                 | 2014 | Martin O'Donnell, Michael Salvatori, C. Paul Johnson | & Michael Salvatori, C. Paul Johnson, Martin O'Donnell                |
| Deep Deep Feeling                                                           | McCartney III                                                      | 2020 | Paul McCartney |                                                                       |
| Deep Down                                                                   | McCartney III                                                      | 2020 | Paul McCartney |                                                                       |
| Deliver Your Children                                                       | London Town                                                        | 1978 | Paul McCartney, Denny Laine | & Wings                                                               |
| Demons Dance                                                                | New [Collector's Edition]                                          | 2014 | Paul McCartney |                                                                       |
| Departure                                                                   | Destiny Soundtrack                                                 | 2014 | Martin O'Donnell, Michael Salvatori, C. Paul Johnson | & Michael Salvatori, C. Paul Johnson, Martin O'Donnell                |
| Despite Repeated Warnings                                                   | Egypt Station                                                      | 2018 | Paul McCartney |                                                                       |
| Did We Meet Somewhere Before                                                | Rock'n' Roll Highschool Soundtrack                                 | 1979 | |                                                                       |
| Distractions                                                                | Flowers in the Dirt                                                | 1989 | Paul McCartney |                                                                       |
| Do It Now                                                                   | Egypt Station                                                      | 2018 | Paul McCartney |                                                                       |
| Documentary – Between Chaos and Creation                                    | Chaos and Creation in the Backyard DVD                             | 2005 | |                                                                       |
| Dominoes                                                                    | Egypt Station                                                      | 2018 | Paul McCartney |                                                                       |
| Don't Be Careless Love                                                      | Flowers in the Dirt                                                | 1989 | Paul McCartney, Declan MacManus |                                                                       |
| Don't Cry Baby (Oo You) Instrumental                                        | McCartney                                                          | 1970 | Paul McCartney | DE 15                                                                 |
| Don't Get Around Much Anymore                                               | CHOBA B CCCP                                                       | 1988 | Bob Russell (Duke Ellington & His Orchestra) 1942 |                                                                       |
| Don't Let It Bring You Down                                                 | London Town                                                        | 1978 | Paul McCartney, Denny Laine | & Wings                                                               |
| Don't Let the Sun Catch You Crying Live                                     | Tripping the Live Fantastic                                        | 1990 | Gerry Marsden (Gerry & the Pacemakers) 1964 |                                                                       |
| Don't Stop Running                                                          | Electric Arguments                                                 | 2008 | Paul McCartney | & The Fireman                                                         |
| Don't You Wanna Dance                                                       | Unveröffentlicht                                                   | 1977 | |                                                                       |
| Down to the River                                                           | Off The Ground – Complete Works                                    | 1993 | Paul McCartney |                                                                       |
| Dress Me Up as a Robber                                                     | Tug of War                                                         | 1982 | Paul McCartney |                                                                       |
| Drive My Car Live                                                           | Paul Is Live                                                       | 1993 | John Lennon, Paul McCartney (The Beatles) 1965 |                                                                       |
| Driving Rain                                                                | Driving Rain                                                       | 2001 | Paul McCartney |                                                                       |
| Dust Giants                                                                 | Destiny Soundtrack                                                 | 2014 | Martin O'Donnell, Michael Salvatori, C. Paul Johnson | & Michael Salvatori, C. Paul Johnson, Martin O'Donnell                |
| Early Days                                                                  | New                                                                | 2013 | Paul McCartney |                                                                       |
| Eat at Home DE 28                                                           | Ram                                                                | 1971 | Paul McCartney, Linda McCartney | & Linda McCartney                                                     |
| Eat at Home                                                                 | Thrillington                                                       | 1977 | Paul McCartney, Linda McCartney | & Percy "Thrills" Thrillington                                        |
| Eat at Home on Tour                                                         | Ram DVD                                                            | 1971 | | & Linda McCartney                                                     |
| Ebony and Ivory                                                             | Tug of War                                                         | 1982 | Paul McCartney | & Stevie Wonder                                                       |
| Ebony and Ivory                                                             | Tug of War                                                         | 1982 | Paul McCartney |                                                                       |
| Ecce                                                                        | Ecce Cor Meum                                                      | 2006 | Paul McCartney |                                                                       |
| Eight Days a Week Live                                                      | Unveröffentlicht                                                   | 2013 | The Beatles |                                                                       |
| Eleanor Rigby                                                               | Give My Regards to Broad Street                                    | 1984 | John Lennon, Paul McCartney (The Beatles) 1966 |                                                                       |
| Eleanor's Dream                                                             | Give My Regards to Broad Street                                    | 1984 | John Lennon, Paul McCartney (The Beatles) 1966 |                                                                       |
| End of the Line                                                             | Destiny Soundtrack                                                 | 2014 | Martin O'Donnell, Michael Salvatori, C. Paul Johnson | & Michael Salvatori, C. Paul Johnson, Martin O'Donnell                |
| English Tea                                                                 | Chaos and Creation in the Backyard                                 | 2005 | Paul McCartney |                                                                       |
| Ever Present Past                                                           | Memory Almost Full                                                 | 2007 | Paul McCartney |                                                                       |
| Every Night                                                                 | McCartney                                                          | 1970 | Paul McCartney |                                                                       |
| Everybody Out There                                                         | New                                                                | 2013 | Paul McCartney |                                                                       |
| Excerpt 1 from the Rose                                                     | Destiny Soundtrack                                                 | 2014 | Martin O'Donnell, Michael Salvatori, C. Paul Johnson | & Michael Salvatori, C. Paul Johnson, Martin O'Donnell                |
| Excerpt 2 from the Rose                                                     | Destiny Soundtrack                                                 | 2014 | Martin O'Donnell, Michael Salvatori, C. Paul Johnson | & Michael Salvatori, C. Paul Johnson, Martin O'Donnell                |
| Excerpt from the Ecstasy                                                    | Destiny Soundtrack                                                 | 2014 | Martin O'Donnell, Michael Salvatori, C. Paul Johnson | & Michael Salvatori, C. Paul Johnson, Martin O'Donnell                |
| Excerpt from the Hope                                                       | Destiny Soundtrack                                                 | 2014 | Martin O'Donnell, Michael Salvatori, C. Paul Johnson | & Michael Salvatori, C. Paul Johnson, Martin O'Donnell                |
| Excerpt from the Ruin                                                       | Destiny Soundtrack                                                 | 2014 | Martin O'Donnell, Michael Salvatori, C. Paul Johnson | & Michael Salvatori, C. Paul Johnson, Martin O'Donnell                |
| Excerpt from the Tribulation                                                | Destiny Soundtrack                                                 | 2014 | Martin O'Donnell, Michael Salvatori, C. Paul Johnson | & Michael Salvatori, C. Paul Johnson, Martin O'Donnell                |
| Excerpt from the Union                                                      | Destiny Soundtrack                                                 | 2014 | Martin O'Donnell, Michael Salvatori, C. Paul Johnson | & Michael Salvatori, C. Paul Johnson, Martin O'Donnell                |
| Exclusion Zone                                                              | Destiny Soundtrack                                                 | 2014 | Martin O'Donnell, Michael Salvatori, C. Paul Johnson | & Michael Salvatori, C. Paul Johnson, Martin O'Donnell                |
| Eye of the Gate Lord                                                        | Destiny Soundtrack                                                 | 2014 | Martin O'Donnell, Michael Salvatori, C. Paul Johnson | & Michael Salvatori, C. Paul Johnson, Martin O'Donnell                |
| Fabulous                                                                    | Fabulous Single                                                    | 1999 | Harry Land, Jon Sheldon (Charlie Gracie) 1957 |                                                                       |
| Famous Groupies                                                             | London Town                                                        | 1978 | Paul McCartney | & Wings                                                               |
| Farwell                                                                     | A Garland For Linda                                                | 2007 | Paul McCartney |                                                                       |
| Feel the Sun                                                                | Press to Play                                                      | 1986 | Paul McCartney |                                                                       |
| Feet in the Clouds                                                          | Memory Almost Full                                                 | 2007 | Paul McCartney |                                                                       |
| Ferry 'Cross The Mersey                                                     | Ferry 'Cross The Mersey Single                                     | 1989 | Gerry Marsden (Gerry & The Pacemakers) 1964 | & The Christians, Holly Johnson, Gerry Marsden, Stock Aitken Waterman |
| Figure of Eight                                                             | Flowers in the Dirt                                                | 1989 | Paul McCartney |                                                                       |
| Find A Way Somehow                                                          | London Town Session                                                | 1977 | Paul McCartney | & Wings                                                               |
| Find My Way                                                                 | McCartney III                                                      | 2020 | Paul McCartney |                                                                       |
| Find My Way                                                                 |                                                                    |      | Paul McCartney | & Beck                                                                |
| Fine Line                                                                   | Chaos and Creation in the Backyard                                 | 2005 | Paul McCartney |                                                                       |
| First Challenge                                                             | Destiny Soundtrack                                                 | 2014 | Martin O'Donnell, Michael Salvatori, C. Paul Johnson | & Michael Salvatori, C. Paul Johnson, Martin O'Donnell                |
| Fixing a Hole Live                                                          | Unveröffentlicht                                                   | 1992 | John Lennon, Paul McCartney The Beatles 1967 |                                                                       |
| Flaming Pie                                                                 | Flaming Pie                                                        | 1997 | Paul McCartney |                                                                       |
| Fleuriste                                                                   | L'écume des jours                                                  | 2013 | Etienne Charry |                                                                       |
| Fluid                                                                       | Rushes                                                             | 1998 | Paul McCartney, Martin Glover | & The Fireman                                                         |
| Fly Me to the Moon Live                                                     | Unveröffentlicht                                                   | 2005 | Kaye Ballard |                                                                       |
| Flying to My Home                                                           | Flowers In The Dirt                                                | 1989 | Paul McCartney |                                                                       |
| Follow Me                                                                   | Chaos and Creation in the Backyard                                 | 2005 | Paul McCartney |                                                                       |
| Footprints                                                                  | Press to Play                                                      | 1986 | Paul McCartney, Eric Stewart |                                                                       |
| For No One                                                                  | Give My Regards to Broad Street                                    | 1984 | John Lennon, Paul McCartney (The Beatles) 1966 |                                                                       |
| For You Blue Live                                                           | Unveröffentlicht                                                   | 2002 | George Harrison (The Beatles) 1970 |                                                                       |
| Fortune Teller Live                                                         | Unveröffentlicht                                                   | 1986 | Benny Spellman |                                                                       |
| FourFiveSeconds – Live                                                      | FourFiveSeconds Single                                             | 2015 | Kanye West, Paul McCartney, Kirby Lauryen, Mike Dean, Ty Dolla $ign, Dave Longstreth, Dallas Austin, Elon Rutberg, Noah Goldstein | & Rihanna, Kanye West                                                 |
| Foxy Lady Live                                                              | Good Evening New York City                                         | 2009 | Jimi Hendrix 1967 |                                                                       |
| Frank Sinatra's Party                                                       | Egypt Station [Explorer's Edition]                                 | 2019 | |                                                                       |
| Free Now                                                                    | Liverpool Sound Collage                                            | 2000 | | & The Beatles, Super Furry Animals                                    |
| Freedom                                                                     | Driving Rain                                                       | 2001 | Paul McCartney |                                                                       |
| Friends to Go                                                               | Chaos and Creation in the Backyard                                 | 2005 | Paul McCartney |                                                                       |
| From a Lover to a Friend                                                    | Driving Rain                                                       | 2001 | Paul McCartney |                                                                       |
| Front Parlour                                                               | McCartney II                                                       | 1980 | Paul McCartney |                                                                       |
| Frozen Jap                                                                  | McCartney II                                                       | 1980 | Paul McCartney |                                                                       |
| Fuh You                                                                     | Egypt Station                                                      | 2018 | Paul McCartney, Ryan Tedder |                                                                       |
| Get Back Live                                                               | Tripping the Live Fantastic                                        | 1990 | John Lennon, Paul McCartney (The Beatles) 1969 |                                                                       |
| Get Enough                                                                  | Egypt Station [Explorer's Edition]                                 | 2019 | |                                                                       |
| Get It                                                                      | Tug Of War (7"Single)                                              | 1982 | Paul McCartney |                                                                       |
| Get It                                                                      | Tug of War                                                         | 1982 | Paul McCartney | & Carl Perkins                                                        |
| Get Me Out of Here                                                          | New                                                                | 2013 | Paul McCartney |                                                                       |
| Get on the Right Thing                                                      | Red Rose Speedway                                                  | 1973 | Paul McCartney, Linda McCartney | & Wings                                                               |
| Get Out of My Way                                                           | Off the Ground                                                     | 1993 | Paul McCartney |                                                                       |
| Get Started                                                                 | Egypt Station [Explorer's Edition]                                 | 2018 | |                                                                       |
| Get Yourself Another Fool                                                   | Kisses on the Bottom                                               | 2012 | Haywood Henry, Monroe Tucker (Charles Brown Trio) 1949 |                                                                       |
| Getting Better Live                                                         | Back in the U.S.                                                   | 2002 | John Lennon, Paul McCartney (The Beatles) 1967 |                                                                       |
| Getting Closer                                                              | Back to the Egg                                                    | 1979 | Paul McCartney | & Wings                                                               |
| Ghost Suite Live                                                            | Unveröffentlicht                                                   | 1996 | |                                                                       |
| Girlfriend                                                                  | London Town                                                        | 1982 | Paul McCartney | & Wings                                                               |
| Girls' School                                                               | London Town                                                        | 1977 | Paul McCartney | & Wings                                                               |
| Give Ireland Back to the Irish UK 16                                        | Wild Life                                                          | 1971 | Paul McCartney, Linda McCartney | & Wings                                                               |
| Give Ireland Back To The Irish (Alternate Version)                          | Wild Life (2018, 2CD)                                              | 1971 | Paul McCartney, Linda McCartney | & Wings                                                               |
| Give Peace a Chance Live                                                    | Good Evening New York City                                         | 2009 | John Lennon, Paul McCartney (The Plastic Ono Band) 1969 |                                                                       |
| Glasses Instrumental                                                        | McCartney                                                          | 1970 | Paul McCartney |                                                                       |
| Go Now Live                                                                 | Wings over America                                                 | 1976 | Larry Banks, Milton Bennett (Bessie Banks) 1964 | & Wings                                                               |
| Go Now                                                                      | Japanese Tears                                                     | 1980 | Larry Banks, Milton Bennett (Bessie Banks) 1964 | & Denny Laine                                                         |
| Going To New Orleans (My Carnival)                                          | Venus And Mars [The Paul McCartney Archive Collection]             | 2014 | Paul McCartney |                                                                       |
| Golden Earth Girl                                                           | Off the Ground                                                     | 1993 | Paul McCartney |                                                                       |
| Golden Slumbers Live                                                        | Tripping the Live Fantastic                                        | 1990 | John Lennon, Paul McCartney (The Beatles) 1969 |                                                                       |
| Good Day Sunshine                                                           | Give My Regards to Broad Street                                    | 1984 | John Lennon, Paul McCartney (The Beatles) 1966 |                                                                       |
| Good Rockin' Tonight Home Recording                                         | Wild Life (2018, 2CD)                                              | 1971 | Roy Brown with Bob Ogden & his Orchestra 1947 | & Wings                                                               |
| Good Rockin' Tonight Live                                                   | Unplugged (The Official Bootleg)                                   | 1991 | Roy Brown with Bob Ogden & his Orchestra 1947 |                                                                       |
| Good Sign                                                                   | This One Single                                                    | 1989 | Paul McCartney |                                                                       |
| Good Times Coming                                                           | Press to Play                                                      | 1986 | Paul McCartney |                                                                       |
| Goodnight Princess                                                          | Give My Regards to Broad Street                                    | 1984 | Paul McCartney |                                                                       |
| Goodnight Tonight                                                           | Goodnight Tonight Single                                           | 1979 | Paul McCartney | & Wings                                                               |
| Goodnight Tonight                                                           | McCartney II                                                       | 1980 | Paul McCartney |                                                                       |
| Got to Get You into My Life Live                                            | Concert for the People of Kampuchea                                | 1981 | John Lennon, Paul McCartney (The Beatles) 1966 |                                                                       |
| Gotta Sing, Gotta Dance                                                     | Unveröffentlicht                                                   | 1973 | |                                                                       |
| Graduation Live                                                             | Unveröffentlicht                                                   | 2015 | |                                                                       |
| Gratia                                                                      | Ecce Cor Meum                                                      | 2006 | Paul McCartney |                                                                       |
| Gratitude                                                                   | Memory Almost Full                                                 | 2007 | Paul McCartney |                                                                       |
| Great Cock and Seagull Race Dixon Van Winkle Mix                            | Ram                                                                | 1971 | Paul McCartney | & Linda McCartney                                                     |
| Great Day                                                                   | Flaming Pie                                                        | 1997 | Paul McCartney |                                                                       |
| Growing Up Falling Down                                                     | Chaos and Creation in the Backyard                                 | 2005 | Paul McCartney |                                                                       |
| Guardian                                                                    | Destiny Soundtrack                                                 | 2014 | Martin O'Donnell, Michael Salvatori, C. Paul Johnson | & Michael Salvatori, C. Paul Johnson, Martin O'Donnell                |
| Guardians Lost                                                              | Destiny Soundtrack                                                 | 2014 | Martin O'Donnell, Michael Salvatori, C. Paul Johnson | & Michael Salvatori, C. Paul Johnson, Martin O'Donnell                |
| Guess I'm Only Foolin                                                       | Japanese Tears                                                     | 1980 | Denny Laine | & Denny Laine                                                         |
| Hand In Hand                                                                | Egypt Station                                                      | 2018 | Paul McCartney |                                                                       |
| Hands of Love                                                               | Red Rose Speedway                                                  | 1973 | Paul McCartney, Linda McCartney | & Wings                                                               |
| Hanglide                                                                    | Press Single                                                       | 1986 | Paul McCartney |                                                                       |
| Happy Birthday Live                                                         | Unveröffentlicht                                                   | 1990 | Mildred J. Hill |                                                                       |
| Happy With You                                                              | Egypt Station                                                      | 2018 | Paul McCartney |                                                                       |
| Haymakers                                                                   | Working Classical                                                  | 1999 | Paul McCartney |                                                                       |
| He Awoke Startled Live                                                      | Unveröffentlicht                                                   | 1997 | |                                                                       |
| Heal the Pain                                                               | Twenty Five                                                        | 2006 | George Michael 1991 |                                                                       |
| Heart of the Country                                                        | Ram                                                                | 1971 | Paul McCartney, Linda McCartney | & Linda McCartney                                                     |
| Heart Of The Country                                                        | Thrillington                                                       | 1977 | Paul McCartney, Linda McCartney | als Percy "Thrills" Thrillington                                      |
| Heart of the Country                                                        | Wingspan – Paul McCartney Hits And History                         | 2001 | Paul McCartney, Linda McCartney |                                                                       |
| Heartbreak Hotel                                                            | Unveröffentlicht                                                   | 2005 | Elvis Presley |                                                                       |
| Heather                                                                     | Driving Rain                                                       | 2001 | Paul McCartney |                                                                       |
| Heaven on a Sunday                                                          | Flaming Pie                                                        | 1997 | Paul McCartney |                                                                       |
| Helen Wheels DE 33                                                          | Band on the Run                                                    | 1973 | Paul McCartney, Linda McCartney | & Wings                                                               |
| Helen Wheels                                                                | Wingspan – Paul McCartney Hits And History                         | 1973 | Paul McCartney, Linda McCartney |                                                                       |
| Hell To Pay                                                                 | New [Collector's Edition]                                          | 2014 | Paul McCartney |                                                                       |
| Hello, Goodbye Live                                                         | Back in the U.S.                                                   | 2002 | John Lennon, Paul McCartney (The Beatles) 1967 |                                                                       |
| Hello, How Do You Like The Lyrics                                           | Unveröffentlicht                                                   | 1977 | |                                                                       |
| Help! Live                                                                  | All My Trials Single                                               | 1990 | John Lennon, Paul McCartney (The Beatles) 1965 |                                                                       |
| Help Me Darling Live                                                        | Unveröffentlicht                                                   | 1972 | Paul McCartney |                                                                       |
| Helter Skelter Live                                                         | Good Evening New York City                                         | 2009 | John Lennon, Paul McCartney (The Beatles) 1968 |                                                                       |
| Henry's Blues Live                                                          | Unveröffentlicht                                                   | 1972 | Henry McCullough |                                                                       |
| Her Majesty Live                                                            | Unveröffentlicht                                                   | 2002 | The Beatles |                                                                       |
| Here There and Everywhere                                                   | Give My Regards to Broad Street                                    | 1984 | John Lennon, Paul McCartney (The Beatles) 1966 |                                                                       |
| Here Today                                                                  | Tug of War                                                         | 1982 | Paul McCartney |                                                                       |
| Hey Diddle                                                                  | Wild Life [Deluxe Edition]                                         | 2014 | Paul McCartney | & Wings                                                               |
| Hey Diddle Dixon Van Winkle Mix                                             | Ram                                                                | 1971 | Paul McCartney, Linda McCartney | & Linda McCartney                                                     |
| Hey Diddle Home Recording                                                   | Wild Life (2018, 2CD)                                              | 1971 | Paul McCartney | & Wings                                                               |
| Hey Hey                                                                     | Pipes of Peace                                                     | 1983 | Paul McCartney, Stanley Clarke |                                                                       |
| Hey Hey Hey Hey Live                                                        | Unveröffentlicht                                                   | 1997 | The Beatles |                                                                       |
| Hey Jude Live                                                               | Tripping the Live Fantastic                                        | 1990 | John Lennon, Paul McCartney (The Beatles) 1968 |                                                                       |
| Hi Heel Sneakers Live                                                       | Unplugged (The Official Bootleg)                                   | 1991 | Robert Higginbotham (Tommy Tucker) 1964 |                                                                       |
| Hi Hi, Hi DE 16                                                             | Red Rose Speedway                                                  | 1972 | Paul McCartney, Linda McCartney | & Wings                                                               |
| High Tides & Blocked Peace Pipes                                            | A Very Bootie Christmas II Various Artists                         | 2009 | | & Jennifer Lopez, Go Home Productions                                 |
| Highway                                                                     | Electric Arguments                                                 | 2008 | Paul McCartney | & The Fireman                                                         |
| Hill Street Blues Live                                                      | Unveröffentlicht                                                   | 1982 | |                                                                       |
| Hippy Hippy Shake Live                                                      | Unveröffentlicht                                                   | 2008 | Chan Romero |                                                                       |
| Hitch Hike Live                                                             | Unveröffentlicht                                                   | 2010 | Marvin Gaye |                                                                       |
| Hold Me Tight                                                               | Red Rose Speedway                                                  | 1973 | Paul McCartney, Linda McCartney | & Wings                                                               |
| Home Tonight                                                                | Home Tonight (Single Digital)                                      | 2019 | Paul McCartney |                                                                       |
| Home (When Shadows Fall)                                                    | Kisses on the Bottom                                               | 2012 | Geoff Clarkson, Harry Clarkson, Peter Van Steeden 1931 |                                                                       |
| Honey Don't Live                                                            | Unveröffentlicht                                                   | 2002 | Carl Perkins |                                                                       |
| Honey Hush                                                                  | Run Devil Run                                                      | 1999 | Big Joe Turner 1953 |                                                                       |
| Hope for the Future                                                         | Hope for the Future Single                                         | 2014 | Paul McCartney |                                                                       |
| Hope of Deliverance                                                         | Off the Ground                                                     | 1993 | Paul McCartney |                                                                       |
| Hosanna                                                                     | New                                                                | 2013 | Paul McCartney |                                                                       |
| Hot as Sun Instrumental                                                     | McCartney                                                          | 1970 | Paul McCartney |                                                                       |
| Hot Pursuit Live                                                            | Unveröffentlicht                                                   | 1991 | |                                                                       |
| Hotel in Benidorm Live                                                      | Paul Is Live                                                       | 1993 | Paul McCartney |                                                                       |
| House of Wax                                                                | Memory Almost Full                                                 | 2007 | Paul McCartney |                                                                       |
| How Kind of You                                                             | Chaos and Creation in the Backyard                                 | 2005 | Paul McCartney |                                                                       |
| How Many People                                                             | Flowers in the Dirt                                                | 1989 | Paul McCartney |                                                                       |
| However Absurd                                                              | Press to Play                                                      | 1986 | Paul McCartney, Eric Stewart |                                                                       |
| Hunt You Down / Naked / C-Link                                              | Egypt Station                                                      | 2018 | Paul McCartney |                                                                       |
| I Am Your Singer                                                            | Wild Life                                                          | 1971 | Paul McCartney, Linda McCartney | & Wings                                                               |
| I Am Your Singer (Home Recording)                                           | Wild Life (2018, 2CD)                                              | 1971 | Paul McCartney, Linda McCartney | & Wings                                                               |
| I Can Bet                                                                   | New                                                                | 2013 | Paul McCartney |                                                                       |
| I Can't Imagine                                                             | Off The Ground – Complete Works                                    | 1993 | Paul McCartney |                                                                       |
| I Could Only Smile                                                          | Soft Rock Greats Various Artists                                   | 2008 | | & Denny Laine                                                         |
| I Do                                                                        | Driving Rain                                                       | 2001 | Paul McCartney |                                                                       |
| I Don't Know                                                                | Egypt Station                                                      | 2018 | Paul McCartney |                                                                       |
| I Dream'd                                                                   | A Garland For Linda                                                | 2000 | Paul McCartney |                                                                       |
| I Got Stung                                                                 | Run Devil Run                                                      | 1999 | (David Hill), Aaron Schroeder (Elvis Presley) 1958 |                                                                       |
| I Keep On Believing - Love Awake                                            | London Town Session                                                | 1977 | Paul McCartney | & Wings                                                               |
| I Lie Around                                                                | Red Rose Speedway                                                  | 1973 | Paul McCartney, Linda McCartney | & Wings                                                               |
| I Like That Stuff Live                                                      | Unveröffentlicht                                                   | 1991 | |                                                                       |
| I'll Follow the Sun Live                                                    | DVD                                                                | 2004 | John Lennon, Paul McCartney The Beatles 1964 |                                                                       |
| I'll Get You Live                                                           | DVD                                                                | 2005 | John Lennon, Paul McCartney The Beatles 1963 |                                                                       |
| I'll Give You a Ring                                                        | Tug Of War                                                         | 1982 | Paul McCartney |                                                                       |
| I Lost My Little Girl Live                                                  | Unplugged (The Official Bootleg)                                   | 1991 | Paul McCartney |                                                                       |
| I Love This House                                                           | Unveröffentlicht                                                   | 1997 | |                                                                       |
| I'm Carrying                                                                | London Town                                                        | 1978 | Paul McCartney | & Wings                                                               |
| I'm Down Live                                                               | Concert For New York City                                          | 2001 | John Lennon, Paul McCartney (The Beatles) 1965 |                                                                       |
| I'm Gonna Be a Wheel Someday                                                | CHOBA B CCCP                                                       | 1988 | Fats Domino, Dave Bartholomew, Roy Hayes (Bobby Mitchell & The Toppers) 1958 |                                                                       |
| I'm Gonna Sit Right Down and Write Myself a Letter                          | Kisses on the Bottom                                               | 2012 | Fred E. Ahlert, Joe Young (Fats Waller and his Rhythm) 1935 |                                                                       |
| I'm in Love Again                                                           | CHOBA B CCCP                                                       | 1989 | Dave Bartholomew (Fats Domino) 1956 |                                                                       |
| I'm in Love Again                                                           | A Sideman's Journey                                                | 2009 | Dave Bartholomew (Fats Domino) 1956 | & Klaus Voormann                                                      |
| I'm Looking Through You Live                                                | Unveröffentlicht                                                   | 2010 | The Beatles 1965 |                                                                       |
| I'm Partial To Your Abracadabra                                             | I'm Partial To Your Abracadabra Single                             | 2001 | Chaz Jankel (Ian Dury) 1977 |                                                                       |
| I Owe It All to You                                                         | Off the Ground                                                     | 1993 | Paul McCartney |                                                                       |
| I Saw Her Standing There Live                                               | Tripping the Live Fantastic                                        | 1990 | John Lennon, Paul McCartney (The Beatles) 1963 |                                                                       |
| I've Got a Feeling Live                                                     | Good Evening New York City                                         | 2009 | John Lennon, Paul McCartney (The Beatles) 1970 |                                                                       |
| I've Had Enough                                                             | London Town                                                        | 1978 | Paul McCartney | & Wings                                                               |
| I've Just Seen a Face Live                                                  | Wings over America                                                 | 1976 | John Lennon, Paul McCartney (The Beatles) 1965 | & Wings                                                               |
| I've Only Got Two Hands                                                     | Chaos And Creation In The Backyard                                 | 2005 | Paul McCartney |                                                                       |
| I Wanna Be Your Man Live                                                    | Paul Is Live                                                       | 1993 | John Lennon, Paul McCartney (The Rolling Stones) 1963 |                                                                       |
| I Wanna Cry                                                                 | This One Single                                                    | 1989 | Paul McCartney |                                                                       |
| I Want To – Come Home                                                       | I Want To – Come Home Single                                       | 2009 | Paul McCartney |                                                                       |
| I Want To Walk You Home                                                     | Goin' Home: A Tribute to Fats Domino                               | 2007 | Fats Domino 1959 | & Allen Toussaint                                                     |
| I Want You to Fly                                                           | Chaos and Creation in the Backyard                                 | 2005 | Paul McCartney |                                                                       |
| I Will Live                                                                 | DVD                                                                | 2006 | John Lennon, Paul McCartney (The Beatles) 1968 |                                                                       |
| I Would Only Smile                                                          | Japanese Tears                                                     | 1980 | Denny Laine | & Denny Laine                                                         |
| I Would Only Smile                                                          | Red Rose Speedway [Deluxe Edition, 2018, 2CD]                      | 1973 | Denny Laine | & Wings                                                               |
| If I Were Not upon the Stage Live                                           | Tripping the Live Fantastic                                        | 1990 | Thomas Sutton, Bill Turner, Stan Bowsher |                                                                       |
| If You Wanna                                                                | Flaming Pie                                                        | 1997 | Paul McCartney |                                                                       |
| In A Hurry                                                                  | Home Tonight (Single Digital)                                      | 2019 | Paul McCartney |                                                                       |
| In Liverpool – Live                                                         | Unveröffentlicht                                                   | 1991 | |                                                                       |
| In Private                                                                  | Memory Almost Full                                                 | 2007 | Paul McCartney |                                                                       |
| In Spite of All the Danger Live                                             | Unveröffentlicht                                                   | 2004 | The Quarrymen |                                                                       |
| In the Month of Athyr Live                                                  | Unveröffentlicht                                                   | 2000 | Harold Arlen |                                                                       |
| Indeed I Do                                                                 | Wild Life [Deluxe Edition, 2018, 2CD]                              | 1971 | | & Wings                                                               |
| India                                                                       | Unveröffentlicht                                                   | 2002 | |                                                                       |
| Inner City Madness Live                                                     | Tripping the Live Fantastic                                        | 1990 | Paul McCartney, Linda McCartney, Hamish Stuart, Robbie McIntosh, Paul Wickens, Chris Whitten |                                                                       |
| Inside Thing (Let 'Em In)                                                   | Together                                                           | 2002 | | & Lulu                                                                |
| Interlude (Lament)                                                          | Ecce Cor Meum                                                      | 2006 | Paul McCartney |                                                                       |
| Interview                                                                   | In Siegen                                                          | 1999 | Paul McCartney |                                                                       |
| Is This Love?                                                               | Electric Arguments                                                 | 2008 | Paul McCartney | & The Fireman                                                         |
| Ishtar Sink                                                                 | Destiny Soundtrack                                                 | 2014 | Martin O'Donnell, Michael Salvatori, C. Paul Johnson | & Michael Salvatori, C. Paul Johnson, Martin O'Donnell                |
| It's Not On                                                                 | Pipes Of Peace                                                     | 2015 | |                                                                       |
| It's Not True                                                               | Press to Play                                                      | 1986 | Paul McCartney |                                                                       |
| It's Now or Never (O sole mio)                                              | The Last Temptation of Elvis Various Artists                       | 1990 | Eduardo Di Capua, Alfredo Mazzucchi, Giovanni Capurro (Giuseppe Anselmi) 1907 |                                                                       |
| It's Only a Paper Moon                                                      | Kisses on the Bottom                                               | 2012 | June Knight & Buddy Rogers (Paul Whiteman, Peggy Healey) 1933 |                                                                       |
| It's So Easy                                                                | Rave On Buddy Holly Various artists                                | 2011 | Buddy Holly, Norman Petty (The Crickets) 1958 |                                                                       |
| Jamaican Hiliti                                                             | London Town Session                                                | 1977 | Paul McCartney |                                                                       |
| Japanese Tears                                                              | Japanese Tears                                                     | 1980 | Denny Laine | & Denny Laine                                                         |
| Jazz Street                                                                 | Red Rose Speedway (2018, 2CD)                                      | 1973 | | & Wings                                                               |
| Jenny Wren                                                                  | Chaos and Creation in the Backyard                                 | 2005 | Paul McCartney |                                                                       |
| Jet DE 6                                                                    | Band on the Run                                                    | 1973 | Paul McCartney, Linda McCartney | & Wings                                                               |
| Junior's Farm                                                               | Wings Greatest                                                     | 1974 | Paul McCartney, Linda McCartney | & Wings                                                               |
| Junk                                                                        | McCartney                                                          | 1970 | Paul McCartney |                                                                       |
| Just Because                                                                | CHOBA B CCCP                                                       | 1988 | Bob Shelton, Joe Shelton, Sydney Robin (Nelstone's Hawaiians) 1929 |                                                                       |
| Kansas City                                                                 | CHOBA B CCCP                                                       | 1988 | Jerry Leiber, Mike Stoller (Little Willie Littlefield) 1952 |                                                                       |
| Keep Coming Back to Love                                                    | Off The Ground – Complete Works                                    | 1993 | Paul McCartney, Hamish Stuart |                                                                       |
| Keep Under Cover                                                            | Pipes of Peace                                                     | 1983 | Paul McCartney |                                                                       |
| Kicked Around No More                                                       | Off The Ground – Complete Works                                    | 1992 | Paul McCartney |                                                                       |
| Kreen-Akrore Instrumental                                                   | McCartney                                                          | 1970 | Paul McCartney |                                                                       |
| Lady Madonna Live                                                           | Wings over America                                                 | 1976 | John Lennon, Paul McCartney (The Beatles) 1968 | & Wings                                                               |
| Lalula                                                                      | Twin Freaks                                                        | 2005 | Paul McCartney |                                                                       |
| Lavatory Lil                                                                | McCartney III                                                      | 2020 | Paul McCartney |                                                                       |
| Lawdy, Miss Clawdy                                                          | CHOBA B CCCP                                                       | 1988 | Lloyd Price and his Orchestra 1952 |                                                                       |
| Lazy Dynamite                                                               | Red Rose Speedway                                                  | 1973 | Paul McCartney, Linda McCartney | & Wings                                                               |
| Leaning on a Lamp Post Live                                                 | Unveröffentlicht                                                   | 2009 | George Formby |                                                                       |
| Let Em In                                                                   | Wings at the Speed of Sound                                        | 1976 | Paul McCartney, Linda McCartney | & Wings                                                               |
| Let It Be Live                                                              | Concert for the People of Kampuchea                                | 1981 | John Lennon, Paul McCartney (The Beatles) 1970 |                                                                       |
| Let Me Be Your – Teddy Bear                                                 | Unveröffentlicht                                                   |      | Bernie Lowe, Kal Mann | & Wings                                                               |
| Let Me Roll It                                                              | Band on the Run                                                    | 1973 | Paul McCartney, Linda McCartney | & Wings                                                               |
| Let's Have a Party Live                                                     | Unveröffentlicht                                                   | 1999 | Elvis Presley |                                                                       |
| Let's Love                                                                  | Venus And Mars [The Paul McCartney Archive Collection]             | 2014 | Paul McCartney | & Wings                                                               |
| Letting Go                                                                  | Venus and Mars                                                     | 1975 | Paul McCartney, Linda McCartney | & Wings                                                               |
| Lifelong Passion                                                            | Electric Arguments                                                 | 2008 | Paul McCartney | & The Fireman                                                         |
| Light from Your Lighthouse                                                  | Electric Arguments                                                 | 2008 | Paul McCartney | & The Fireman                                                         |
| Lindiana                                                                    | Unveröffentlicht                                                   | 1987 | |                                                                       |
| Listen to What the Man Said                                                 | Venus and Mars                                                     | 1975 | Paul McCartney, Linda McCartney | & Wings                                                               |
| Little Lamb Dragonfly                                                       | Red Rose Speedway                                                  | 1973 | Paul McCartney, Linda McCartney | & Wings                                                               |
| Little Willow                                                               | Flaming Pie                                                        | 1997 | Paul McCartney |                                                                       |
| Little Woman Love                                                           | Ram                                                                | 1971 | Paul McCartney, Linda McCartney | & Linda McCartney                                                     |
| Little Woman Love                                                           | Red Rose Speedway (2018, 2CD)                                      | 1973 | Paul McCartney, Linda McCartney | & Wings                                                               |
| Live and Let Die DE 31                                                      | Red Rose Speedway (2018, 2CD)                                      | 1973 | Paul McCartney, Linda McCartney | & Wings                                                               |
| Live and Let Die (Group Only / Take 10)                                     | Red Rose Speedway (2018, 2CD)                                      | 1973 | Paul McCartney, Linda McCartney | & Wings                                                               |
| London Town                                                                 | London Town                                                        | 1978 | Paul McCartney, Denny Laine | & Wings                                                               |
| Lonely Old People                                                           | Venus and Mars                                                     | 1975 | Paul McCartney, Linda McCartney | & Wings                                                               |
| Lonely Road                                                                 | Driving Rain                                                       | 2001 | Paul McCartney |                                                                       |
| Lonesome Town                                                               | Run Devil Run                                                      | 1999 | Baker Knight (Ricky Nelson) 1958 |                                                                       |
| Long Haired Lady                                                            | Ram                                                                | 1971 | Paul McCartney, Linda McCartney | & Linda McCartney                                                     |
| Long Haired Lady                                                            | Thrillington                                                       | 1977 | Paul McCartney, Linda McCartney |                                                                       |
| Long Leather Coat                                                           | Off The Ground – Complete Works                                    | 1992 | Paul McCartney, Linda McCartney |                                                                       |
| Long Tailed Winter Bird                                                     | McCartney III                                                      | 2020 | Paul McCartney |                                                                       |
| Long Tailed Winter Bird                                                     | McCartney III [Imagined]                                           | 2021 | |                                                                       |
| Long Tall Sally Live                                                        | Unveröffentlicht                                                   | 1972 | Richard Penniman, Robert Blackwell, Enotris Johnson (Little Richard and his Band) 1956 |                                                                       |
| Looking at Her                                                              | New                                                                | 2013 | Paul McCartney |                                                                       |
| Looking for Changes                                                         | Off the Ground                                                     | 1993 | Paul McCartney |                                                                       |
| Looking for You                                                             | Young Boy Single                                                   | 1997 | Paul McCartney |                                                                       |
| Lost Horizons                                                               | Destiny Soundtrack                                                 | 2014 | Martin O'Donnell, Michael Salvatori, C. Paul Johnson | & Michael Salvatori, C. Paul Johnson, Martin O'Donnell                |
| Loup (1st Indian on the Moon)                                               | Red Rose Speedway                                                  | 1973 | Paul McCartney, Linda McCartney | & Wings                                                               |
| Love Awake                                                                  | Back to the Egg                                                    | 1979 | Paul McCartney | & Wings                                                               |
| Love Come Tumbling Down                                                     | Beautiful Night Single                                             | 1997 | Paul McCartney |                                                                       |
| Love in Song                                                                | Venus and Mars                                                     | 1975 | Paul McCartney, Linda McCartney | & Wings                                                               |
| Love In The Open Air                                                        | The Family Way Soundtrack                                          | 1966 | Paul McCartney | & The Tudor Minstrels                                                 |
| Love Is Strange                                                             | Wild Life                                                          | 1971 | Mickey Baker, Ethel Smith (Mickey & Sylvia) 1956 | & Wings                                                               |
| Love Is Strange (Single Edit)                                               | Wild Life (2018, 2CD)                                              | 1971 | Mickey Baker, Ethel Smith (Mickey & Sylvia) 1956 | & Wings                                                               |
| Love Song to the Earth                                                      | Love Song to the Earth Single                                      | 2015 | Natasha Bedingfield, Toby Gad, Sean Paul, John Shanks | als Teil von Friends of the Earth                                     |
| Loveliest Thing                                                             | Figure of Eight Single                                             | 1989 | Paul McCartney |                                                                       |
| Lovely Rita Live                                                            |                                                                    | 2013 | The Beatles |                                                                       |
| Lover's Light                                                               | Japanese Tears                                                     | 1980 | Denny Laine | & Denny Laine                                                         |
| Lovers in a Dream                                                           | Electric Arguments                                                 | 2008 | Paul McCartney | & The Fireman                                                         |
| Lucille                                                                     | CHOBA B CCCP                                                       | 1988 | Richard Penniman, Albert Collins (Little Richard and his Band) 1957 |                                                                       |
| Lunch Box                                                                   | Venus and Mars                                                     | 1980 | Paul McCartney | & Wings                                                               |
| Made Up                                                                     | Liverpool Sound Collage                                            | 2000 | Paul McCartney, The Beatles |                                                                       |
| Magic                                                                       | Driving Rain                                                       | 2001 | Paul McCartney |                                                                       |
| Maggie Mae Live                                                             | Unveröffentlicht                                                   | 2003 | |                                                                       |
| Magical Mystery Tour Live                                                   | Paul Is Live                                                       | 1993 | John Lennon, Paul McCartney (The Beatles) 1967 |                                                                       |
| Magneto and Titanium Man                                                    | Venus and Mars                                                     | 1975 | Paul McCartney, Linda McCartney | & Wings                                                               |
| Maisie                                                                      | Unveröffentlicht                                                   |      | Laurence Juber | & Wings                                                               |
| Mama's Little Girl                                                          | Wild Life                                                          | 1971 | Paul McCartney | & Wings                                                               |
| Mamunia                                                                     | Band on the Run                                                    | 1973 | Paul McCartney, Linda McCartney | & Wings                                                               |
| Man We Was Lonely                                                           | McCartney                                                          | 1970 | Paul McCartney |                                                                       |
| Mary Had a Little Lamb UK 9                                                 | Wild Life                                                          | 1971 | Paul McCartney, Linda McCartney | & Wings                                                               |
| Massage Live                                                                | Unveröffentlicht                                                   | 2004 | |                                                                       |
| Matchbox Live                                                               | Tripping the Live Fantastic                                        | 1990 | Carl Perkins 1957 |                                                                       |
| Maxwell's Silver Hammer Live                                                | Unveröffentlicht                                                   | 2001 | The Beatles |                                                                       |
| Maybe Baby                                                                  | Maybe Baby Soundtrack                                              | 2000 | Buddy Holly, Norman Petty (The Crickets) 1958 |                                                                       |
| Maybe I'm Amazed                                                            | McCartney                                                          | 1970 | Paul McCartney |                                                                       |
| Maybe I'm Amazed – Live                                                     | Wings over America                                                 | 1976 | Paul McCartney | & Wings                                                               |
| Maybe May Time Live                                                         | Unveröffentlicht                                                   | 1991 | |                                                                       |
| Mean Woman Blues Live                                                       | Unveröffentlicht                                                   | 1987 | Elvis Presley |                                                                       |
| Meat Free Monday                                                            | Meat Free Monday Single                                            | 2009 | Paul McCartney |                                                                       |
| Medicine Jar                                                                | Venus and Mars                                                     | 1975 | Jimmy McCulloch, Colin Allen | & Wings                                                               |
| Meet Paul McCartney                                                         | McCartney II                                                       | 2011 | |                                                                       |
| Menu Piece – How Kind Of You                                                | Chaos and Creation in the Backyard                                 | 2005 | Paul McCartney |                                                                       |
| Message To Joe                                                              | At The Speed Of Sound [The Paul McCartney Archive Collection]      |      | | & Wings                                                               |
| Michelle Live                                                               | Paul Is Live                                                       | 1993 | John Lennon, Paul McCartney (The Beatles) 1965 |                                                                       |
| Midnight Special                                                            | CHOBA B CCCP                                                       | 1988 | Lead Belly 1926 |                                                                       |
| Midwife                                                                     | Working Classical                                                  | 1999 | Paul McCartney |                                                                       |
| Million Miles                                                               | Back to the Egg                                                    | 1979 | Paul McCartney | & Wings                                                               |
| Mistress and Maid                                                           | Off the Ground                                                     | 1993 | Paul McCartney, Declan MacManus |                                                                       |
| Momma Miss America Instrumental                                             | McCartney                                                          | 1970 | Paul McCartney |                                                                       |
| Monkberry Moon Delight                                                      | Ram                                                                | 1971 | Paul McCartney, Linda McCartney | & Linda McCartney                                                     |
| Monkberry Moon Delight                                                      | Thrillington                                                       | 1977 | Paul McCartney, Linda McCartney | als Percy "Thrills" Thrillington                                      |
| Moon                                                                        | All My Trials Single                                               | 1990 | Paul McCartney |                                                                       |
| More I Cannot Wish You                                                      | Kisses on the Bottom                                               | 2012 | Frank Loesser (Pat Rooney Sr.) 1950 |                                                                       |
| Morse Moose and the Grey Goose                                              | London Town                                                        | 1978 | Paul McCartney, Denny Laine | & Wings                                                               |
| Mother Nature's Son Live                                                    | Back in the U.S.                                                   | 2002 | John Lennon, Paul McCartney (The Beatles) 1968 |                                                                       |
| Motor of Love                                                               | Flowers in the Dirt                                                | 1989 | Paul McCartney |                                                                       |
| Move Over Busker                                                            | Press to Play                                                      | 1986 | Paul McCartney, Eric Stewart |                                                                       |
| Movement 1 Ocean?s Kingdom                                                  | Ocean`s Kingdom                                                    | 2011 | Paul McCartney | & John Wilson, The London Classical Orchestra                         |
| Movement 2 Hall of Dance                                                    | Ocean`s Kingdom                                                    | 2011 | Paul McCartney | & John Wilson, The London Classical Orchestra                         |
| Movement 3 Imprisonment                                                     | Ocean`s Kingdom                                                    | 2011 | Paul McCartney | & John Wilson, The London Classical Orchestra                         |
| Movement 4 Moonrise                                                         | Ocean`s Kingdom                                                    | 2011 | Paul McCartney | & John Wilson, The London Classical Orchestra                         |
| Movement I – War: Andante                                                   | Liverpool Oratorio                                                 | 1991 | Paul McCartney |                                                                       |
| Movement I – War: Mother And Father Holding Their Child                     | Liverpool Oratorio                                                 | 1991 | Paul McCartney |                                                                       |
| Movement I – War: Non nobis solum                                           | Liverpool Oratorio                                                 | 1991 | Paul McCartney |                                                                       |
| Movement I – War: Oh Will It All End Here?                                  | Liverpool Oratorio                                                 | 1991 | Paul McCartney | & Shanty                                                              |
| Movement I – War: The Air Raid Siren Slices Through                         | Liverpool Oratorio                                                 | 1991 | Paul McCartney | & Shanty                                                              |
| Movement II – School: Boys, This Is Your Teacher                            | Liverpool Oratorio                                                 | 1991 | Paul McCartney | & Headmaster, Miss Inkley                                             |
| Movement II – School: I'll Always Be Here                                   | Liverpool Oratorio                                                 | 1991 | Paul McCartney | & Mary Dee                                                            |
| Movement II – School: Kept In Confusion                                     | Liverpool Oratorio                                                 | 1991 | Paul McCartney | & Shanty                                                              |
| Movement II – School: Not For Ourselves                                     | Liverpool Oratorio                                                 | 1991 | Paul McCartney | & Headmaster, Miss Inkley                                             |
| Movement II – School: Settle Down                                           | Liverpool Oratorio                                                 | 1991 | Paul McCartney |                                                                       |
| Movement II – School: Settle Down                                           | Liverpool Oratorio                                                 | 1991 | Paul McCartney |                                                                       |
| Movement II – School: Tres conejos                                          | Liverpool Oratorio                                                 | 1991 | Paul McCartney | & Headmaster, Miss Inkley, Shanty                                     |
| Movement II – School: Walk In Single File Out Of The Classroom              | Liverpool Oratorio                                                 | 1991 | Paul McCartney | & Headmaster                                                          |
| Movement II – School: We're Here In School Today To Get A Perfect Education | Liverpool Oratorio                                                 | 1991 | Paul McCartney |                                                                       |
| Movement III – Crypt: And So It Was That I Had Grown                        | Liverpool Oratorio                                                 | 1991 | Paul McCartney | & Shanty                                                              |
| Movement III – Crypt: Dance                                                 | Liverpool Oratorio                                                 | 1991 | Paul McCartney |                                                                       |
| Movement III – Crypt: Here Now                                              | Liverpool Oratorio                                                 | 1991 | Paul McCartney | & Shanty                                                              |
| Movement III – Crypt: I Used To Come Here When This Place Was A Crypt       | Liverpool Oratorio                                                 | 1991 | Paul McCartney | & Shanty, Preacher                                                    |
| Movement III – Crypt: I'll Always Be Here                                   | Liverpool Oratorio                                                 | 1991 | Paul McCartney | & Shanty, Mary Dee                                                    |
| Movement III – Crypt: Now's The Time To Tell Him                            | Liverpool Oratorio                                                 | 1991 | Paul McCartney | & Shanty, Mary Dee                                                    |
| Movement IV – Father                                                        | Liverpool Oratorio                                                 | 1991 | Paul McCartney | & Ah                                                                  |
| Movement IV – Father: Andante Lamentoso                                     | Liverpool Oratorio                                                 | 1991 | Paul McCartney |                                                                       |
| Movement IV – Father: Father, Father, Father                                | Liverpool Oratorio                                                 | 1991 | Paul McCartney | & Shanty, Chief Mourner                                               |
| Movement IV – Father: Hey, Wait A Minute                                    | Liverpool Oratorio                                                 | 1991 | Paul McCartney | & Shanty                                                              |
| Movement IV – Father: O Father, You Have Given                              | Liverpool Oratorio                                                 | 1991 | Paul McCartney | & Chief Mourner                                                       |
| Movement V: Wedding: Andante Amoroso – I Know I Should Be Glad Of This      | Liverpool Oratorio                                                 | 1991 | Paul McCartney | & Shanty, Mary Dee                                                    |
| Movement V: Wedding: Father, Hear Our Humble Voices                         | Liverpool Oratorio                                                 | 1991 | Paul McCartney | & Preacher                                                            |
| Movement V: Wedding: Hosanna, Hosanna                                       | Liverpool Oratorio                                                 | 1991 | Paul McCartney | & Shanty, Mary Dee                                                    |
| Movement VI: Work: Allegro Energico                                         | Liverpool Oratorio                                                 | 1991 | Paul McCartney |                                                                       |
| Movement VI: Work: Did I Sign The Letter                                    | Liverpool Oratorio                                                 | 1991 | Paul McCartney | & Mary Dee                                                            |
| Movement VI: Work: Let's Find Ourselves A Little Hostelry                   | Liverpool Oratorio                                                 | 1991 | Paul McCartney | & Mr. Dingle                                                          |
| Movement VI: Work: Tempo I                                                  | Liverpool Oratorio                                                 | 1991 | Paul McCartney |                                                                       |
| Movement VI: Work: Violin Solo                                              | Liverpool Oratorio                                                 | 1991 | Paul McCartney |                                                                       |
| Movement VI: Work: When You Ask A Working Man                               | Liverpool Oratorio                                                 | 1991 | Paul McCartney | & Mr. Dingle, Shanty                                                  |
| Movement VI: Work: Working Women At The Top                                 | Liverpool Oratorio                                                 | 1991 | Paul McCartney | & Mary Dee                                                            |
| Movement VII: Crises: Allegro Molto                                         | Liverpool Oratorio                                                 | 1991 | Paul McCartney |                                                                       |
| Movement VII: Crises: Do We Live In A World                                 | Liverpool Oratorio                                                 | 1991 | Paul McCartney | & Mary Dee, Nurse, Shanty                                             |
| Movement VII: Crises: Do You Know Who You Are                               | Liverpool Oratorio                                                 | 1991 | Paul McCartney | & Nurse                                                               |
| Movement VII: Crises: Ghosts Of The Past Left Behind                        | Liverpool Oratorio                                                 | 1991 | Paul McCartney | & Mary Dee, Nurse, Shanty                                             |
| Movement VII: Crises: I'm Not A Slave                                       | Liverpool Oratorio                                                 | 1991 | Paul McCartney | & Mary Dee, Shanty                                                    |
| Movement VII: Crises: Let's Not Argue                                       | Liverpool Oratorio                                                 | 1991 | Paul McCartney | & Mary Dee, Shanty                                                    |
| Movement VII: Crises: Right! That's It!                                     | Liverpool Oratorio                                                 | 1991 | Paul McCartney | & Mary Dee                                                            |
| Movement VII: Crises: Stop. Wait                                            | Liverpool Oratorio                                                 | 1991 | Paul McCartney |                                                                       |
| Movement VII: Crises: Tempo I                                               | Liverpool Oratorio                                                 | 1991 | Paul McCartney |                                                                       |
| Movement VII: Crises: The World You're Coming Into                          | Liverpool Oratorio                                                 | 1991 | Paul McCartney | & Mary Dee                                                            |
| Movement VII: Crises: Where's My Dinner?                                    | Liverpool Oratorio                                                 | 1991 | Paul McCartney | & Mary Dee, Shanty                                                    |
| Movement VIII: Peace: And So It Was That You Were Born                      | Liverpool Oratorio                                                 | 1991 | Paul McCartney | & Shanty                                                              |
| Movement VIII: Peace: Dad's In The Garden                                   | Liverpool Oratorio                                                 | 1991 | Paul McCartney | & Shanty, Nurse, Mary Dee, Preacher                                   |
| Movement VIII: Peace: God Is Good                                           | Liverpool Oratorio                                                 | 1991 | Paul McCartney |                                                                       |
| Movement VIII: Peace: So On And On The Story Goes                           | Liverpool Oratorio                                                 | 1991 | Paul McCartney | & Shanty, Mary Dee                                                    |
| Movement VIII: Peace: What People Want Is A Family Life                     | Liverpool Oratorio                                                 | 1991 | Paul McCartney | & Preacher                                                            |
| Movie Magg                                                                  | Run Devil Run                                                      | 1999 | Carl Perkins 1955 |                                                                       |
| Mr Bellamy                                                                  | Memory Almost Full                                                 | 2007 | Paul McCartney |                                                                       |
| Mr H Atom                                                                   | McCartney II                                                       | 2011 | Paul McCartney |                                                                       |
| Mrs. Vandebilt DE 33                                                        | Band on the Run                                                    | 1973 | Paul McCartney, Linda McCartney | & Wings                                                               |
| Mull of Kintyre                                                             | London Town                                                        | 1977 | Paul McCartney, Denny Laine | & Wings                                                               |
| Mumbo                                                                       | Wild Life                                                          | 1971 | Paul McCartney, Linda McCartney | & Wings                                                               |
| Mumbo Link Instrumental                                                     | Wild Life                                                          | 1993 | Paul McCartney, Linda McCartney | & Wings                                                               |
| Musica                                                                      | Ecce Cor Meum                                                      | 2006 | Paul McCartney |                                                                       |
| Musica Dei Dominum                                                          | A Garland For Linda                                                | 2000 | Paul McCartney |                                                                       |
| Must Do Something About It                                                  | Wings at the Speed of Sound                                        | 1976 | Paul McCartney, Linda McCartney | & Wings                                                               |
| My Brave Face                                                               | Flowers in the Dirt                                                | 1989 | Paul McCartney, Declan MacManus |                                                                       |
| My Carnival                                                                 | Venus and Mars                                                     | 1985 | Paul McCartney | & Wings                                                               |
| My Love DE 43                                                               | Red Rose Speedway                                                  | 1973 | Paul McCartney, Linda McCartney | & Wings                                                               |
| My Old Friend                                                               | Go Cat Go                                                          | 2010 | | & Carl Perkins                                                        |
| My One and Only Love                                                        | Kisses on the Bottom                                               | 2012 | Guy Wood, Robert Mellin (Frank Sinatra) 1952 |                                                                       |
| My Soul                                                                     | London Undersound                                                  | 2008 | Nitin Sawhney | & Nitin Sawhney                                                       |
| My Valentine                                                                | Kisses on the Bottom                                               | 2012 | Paul McCartney |                                                                       |
| My Very Good Friend the Milkman                                             | Kisses on the Bottom                                               | 2012 | Harold Spina, Johnny Burke (Fats Waller and his Rhythm) 1935 |                                                                       |
| Name and Address                                                            | London Town                                                        | 1978 | Paul McCartney | & Wings                                                               |
| Nel blu dipinto di blu (Volare) Live                                        | Unveröffentlicht                                                   | 2003 | Domenico Modugno |                                                                       |
| New                                                                         | New                                                                | 2013 | Paul McCartney |                                                                       |
| New Moon Over Jamaica                                                       | Water From The Wells Of Home                                       | 2003 | Johnny Cash, Tom T. Hall, Paul McCartney | & Johnny Cash, Tom T. Hall                                            |
| Night Out                                                                   | Red Rose Speedway (2018, 2CD)                                      | 1973 | Paul McCartney | & Wings                                                               |
| Nineteen Hundred and Eighty-Five                                            | Band on the Run                                                    | 1973 | Paul McCartney, Linda McCartney | & Wings                                                               |
| Nineteen Hundred and Eighty-Five                                            | Tomorrowland 2017 - Amicorum Spectaculum                           | 2016 | Paul McCartney, Linda McCartney | & Wings, Timo Maas & James Teej                                       |
| No More Lonely Nights Ballad                                                | Give My Regards to Broad Street                                    | 1984 | Paul McCartney |                                                                       |
| No Other Baby                                                               | Run Devil Run                                                      | 1999 | Robert Watson (Dickie Bishop & the Sidekicks) 1958 |                                                                       |
| No Values                                                                   | Give My Regards to Broad Street                                    | 1984 | Paul McCartney |                                                                       |
| No Words                                                                    | Band on the Run                                                    | 1973 | Paul McCartney, Denny Laine | & Wings                                                               |
| Nobody Knows                                                                | McCartney II                                                       | 1980 | Paul McCartney |                                                                       |
| Nod Your Head                                                               | Memory Almost Full                                                 | 2007 | Paul McCartney |                                                                       |
| Not Such A Bad Boy                                                          | Give My Regards to Broadstreet                                     | 1984 | Paul McCartney |                                                                       |
| Nothing For Free                                                            | Egypt Station [Explorer's Edition]                                 | 2018 | |                                                                       |
| Nothing to Go By                                                            | Japanese Tears                                                     | 1980 | Denny Laine | & Denny Laine                                                         |
| Nothing Too Much Just Out of Sight                                          | Electric Arguments                                                 | 2008 | Paul McCartney | & The Fireman                                                         |
| Nova                                                                        | A Garland For Linda                                                | 2000 | Paul McCartney |                                                                       |
| Now hear this Song of Mine                                                  | Ram DVD                                                            | 1971 | | & Linda McCartney                                                     |
| O sole mio Live                                                             | Unveröffentlicht                                                   | 1991 | Eduardo Di Capua |                                                                       |
| Ob-La-Di, Ob-La-Da Live                                                     | Unveröffentlicht                                                   | 1987 | The Beatles |                                                                       |
| Odd Sox                                                                     | Venus and Mars                                                     | 1980 | Paul McCartney | & Wings                                                               |
| Ode to a Koala Bear                                                         | Pipes Of Peace                                                     | 1983 | Paul McCartney |                                                                       |
| Off the Ground                                                              | Off the Ground                                                     | 1993 | Paul McCartney |                                                                       |
| Oh Woman, Oh Why                                                            | Ram                                                                | 1971 | Paul McCartney | & Linda McCartney                                                     |
| Old Siam, Sir                                                               | Back to the Egg                                                    | 1979 | Paul McCartney | & Wings                                                               |
| On My Way to Work                                                           | New                                                                | 2013 | Paul McCartney |                                                                       |
| On the Way                                                                  | McCartney II                                                       | 1980 | Paul McCartney |                                                                       |
| Once Upon a Long Ago                                                        | Press to Play                                                      | 1987 | Paul McCartney |                                                                       |
| One After 909 Live                                                          | Unveröffentlicht                                                   | 1995 | The Beatles |                                                                       |
| One More Kiss                                                               | Red Rose Speedway                                                  | 1973 | Paul McCartney, Linda McCartney | & Wings                                                               |
| One of These Days                                                           | McCartney II                                                       | 1980 | Paul McCartney |                                                                       |
| Only Love Can Break Your Heart Live                                         | Unveröffentlicht                                                   | 2004 | Neil Young |                                                                       |
| Only Love Remains                                                           | Press to Play                                                      | 1986 | Paul McCartney |                                                                       |
| Only Mama Knows                                                             | Memory Almost Full                                                 | 2007 | Paul McCartney |                                                                       |
| Only One                                                                    | Yeezus                                                             | 2014 | Kanye West, Paul McCartney, Kirby Lauryen | & Kanye West                                                          |
| Only One More Kiss                                                          | Red Rose Speedway                                                  | 1973 | Paul McCartney | & Wings                                                               |
| Only Our Hearts                                                             | Kisses on the Bottom                                               | 2012 | Paul McCartney |                                                                       |
| Oo You                                                                      | McCartney                                                          | 1970 | Paul McCartney |                                                                       |
| Oobu Joobu – Part 1                                                         | Young Boy Single                                                   | 1997 | Paul McCartney, Smith, Eddy Pumer |                                                                       |
| Oobu Joobu – Part 5                                                         | Beautiful Night Single                                             | 1997 | Paul McCartney |                                                                       |
| Opening Station                                                             | Egypt Station                                                      | 2018 | Paul McCartney |                                                                       |
| Où est le Soleil?                                                           | Flowers in the Dirt                                                | 1989 | Paul McCartney |                                                                       |
| Out of Sight                                                                | Out of Sight Single                                                | 2013 | Paul McCartney | & The Bloody Beetroots, Youth                                         |
| Outtake I                                                                   | Wild Life (2018, 2 CD)                                             | 1971 | | & Wings                                                               |
| Outtake II                                                                  | Wild Life (2018, 2 CD)                                             | 1971 | | & Wings                                                               |
| Outtake III                                                                 | Wild Life (2018, 2 CD)                                             | 1971 | | & Wings                                                               |
| P.S. Love Me Do                                                             | Flowers in the Dirt                                                | 1990 | John Lennon, Paul McCartney (The Beatles) 1962 |                                                                       |
| Palo Verde                                                                  | Rushes                                                             | 1998 | Paul McCartney, Martin Glover | & The Fireman                                                         |
| Paperback Writer Live                                                       | Paul Is Live                                                       | 1993 | John Lennon, Paul McCartney (The Beatles) 1966 |                                                                       |
| Party (Let's Have a Party)                                                  | Run Devil Run                                                      | 1999 | Jessie Mae Robinson (Elvis Presley) 1957 |                                                                       |
| Party Party                                                                 | Flowers in the Dirt                                                | 1990 | Paul McCartney, Linda McCartney, Robbie McIntosh, Hamish Stuart, Chris Whitten, Paul „Wix“ Wickens |                                                                       |
| Passage                                                                     | Destiny Soundtrack                                                 | 2014 | Martin O'Donnell, Michael Salvatori, C. Paul Johnson | & Michael Salvatori, C. Paul Johnson, Martin O'Donnell                |
| Peace in the Neighbourhood                                                  | Off the Ground                                                     | 1993 | Paul McCartney |                                                                       |
| Peggy Sue Live                                                              | Unveröffentlicht                                                   | 1982 | Buddy Holly |                                                                       |
| Penny Lane Live                                                             | Paul Is Live                                                       | 1993 | John Lennon, Paul McCartney (The Beatles) 1967 |                                                                       |
| People Want Peace                                                           | Egypt Station                                                      | 2018 | Paul McCartney |                                                                       |
| Peter Blake 2000                                                            | Liverpool Sound Collage                                            | 2000 | Super Furry Animals, The Beatles |                                                                       |
| Petrushka Live                                                              | Unveröffentlicht                                                   | 2010 | |                                                                       |
| Picasso's Last Words (Drink to Me)                                          | Band on the Run                                                    | 1973 | Paul McCartney, Linda McCartney | & Wings                                                               |
| Pipes of Peace                                                              | Pipes of Peace                                                     | 1983 | Paul McCartney |                                                                       |
| Plastic Beetle                                                              | Liverpool Sound Collage                                            | 2000 | Paul McCartney, The Beatles |                                                                       |
| Please Please Me Live                                                       | DVD                                                                | 2005 | John Lennon, Paul McCartney (The Beatles) 1963 |                                                                       |
| Politic's of Love                                                           | Unveröffentlicht                                                   | 1986 | |                                                                       |
| Power Cut                                                                   | Red Rose Speedway                                                  | 1973 | Paul McCartney, Linda McCartney | & Wings                                                               |
| Prayer For The Healing Of The Sick                                          | A Garland For Linda                                                | 2000 | Paul McCartney |                                                                       |
| Press                                                                       | Press to Play                                                      | 1986 | Paul McCartney |                                                                       |
| Pretty Boys                                                                 | McCartney III                                                      | 2020 | Paul McCartney |                                                                       |
| Pretty Boys                                                                 | McCartney III [Imagined]                                           | 2021 | | & Khruangbin                                                          |
| Pretty Little Head                                                          | Press to Play                                                      | 1986 | Paul McCartney |                                                                       |
| Prey                                                                        | Destiny Soundtrack                                                 | 2014 | Martin O'Donnell, Michael Salvatori, C. Paul Johnson | & Michael Salvatori, C. Paul Johnson, Martin O'Donnell                |
| Promise to You Girl                                                         | Chaos and Creation in the Backyard                                 | 2005 | Paul McCartney |                                                                       |
| Pure Trance                                                                 | Strawberries Oceans Ships Forest                                   | 1993 | Paul McCartney, Martin Glover | & The Fireman                                                         |
| Put It There                                                                | Flowers in the Dirt                                                | 1989 | Paul McCartney |                                                                       |
| Queenie Eye                                                                 | New                                                                | 2013 | Paul McCartney, Paul Epworth |                                                                       |
| Rainclouds                                                                  | Tug Of War                                                         | 1982 | Paul McCartney |                                                                       |
| Ram On                                                                      | Ram                                                                | 1971 | Paul McCartney | & Linda McCartney                                                     |
| Ram On                                                                      | Thrillington                                                       | 1977 | Paul McCartney | als Percy "Thrills" Thrillington                                      |
| Ramming                                                                     | Ram DVD                                                            | 1971 | | & Linda McCartney                                                     |
| Rave On! Live                                                               | Unveröffentlicht                                                   | 1999 | Sonny West |                                                                       |
| Real Gone Dub Made in Manifest in the Vortex of the Eternal Now             | Liverpool Sound Collage                                            | 2000 | Youth |                                                                       |
| Really Love You                                                             | Flaming Pie                                                        | 1997 | Paul McCartney, Ringo Starr |                                                                       |
| Reborn                                                                      | Destiny Soundtrack                                                 | 2014 | Martin O'Donnell, Michael Salvatori, C. Paul Johnson | & Michael Salvatori, C. Paul Johnson, Martin O'Donnell                |
| Reception                                                                   | Back to the Egg                                                    | 1979 | Paul McCartney | & Wings                                                               |
| Reelin' and Rockin' Live                                                    | Unveröffentlicht                                                   | 1982 | Chuck Berry |                                                                       |
| Relic of Hope                                                               | Destiny Soundtrack                                                 | 2014 | Martin O'Donnell, Michael Salvatori, C. Paul Johnson | & Michael Salvatori, C. Paul Johnson, Martin O'Donnell                |
| Return To Pepperland                                                        | Unveröffentlicht                                                   | 1987 | |                                                                       |
| Richard Cory Live                                                           | Wings over America                                                 | 1976 | Paul Simon (Simon and Garfunkel) 1966 | & Wings                                                               |
| Riding into Jaipur                                                          | Driving Rain                                                       | 2001 | Paul McCartney |                                                                       |
| Riding to Vanity Fair                                                       | Chaos and Creation in the Backyard                                 | 2005 | Paul McCartney |                                                                       |
| Rinse the Raindrops                                                         | Driving Rain                                                       | 2001 | Paul McCartney |                                                                       |
| Rip It Up Live                                                              | Unveröffentlicht                                                   | 2009 | Little Richard |                                                                       |
| Road                                                                        | New                                                                | 2013 | Paul McCartney, Paul Epworth |                                                                       |
| Robber Riff                                                                 | Tug of War                                                         | 1982 | Paul McCartney |                                                                       |
| Robber's Ball                                                               | Unveröffentlicht                                                   | 1980 | Paul McCartney | & Wings                                                               |
| Robbie's Bit (Thanks Chet) Live                                             | Paul Is Live                                                       | 1993 | Robbie McIntosh |                                                                       |
| Rock Show                                                                   | Venus and Mars                                                     | 1975 | Paul McCartney, Linda McCartney | & Wings                                                               |
| Rockestra Theme                                                             | Back to the Egg                                                    | 1979 | Paul McCartney | & Wings                                                               |
| Rode All Night                                                              | Ram                                                                | 1971 | Paul McCartney | & Linda McCartney                                                     |
| Rough Ride                                                                  | Flowers in the Dirt                                                | 1989 | Paul McCartney |                                                                       |
| Rudolph the Red-Nosed Reggae                                                | Back to the Egg                                                    | 1979 | Johnny Marks (Gene Autry and the Pinafores with Orchestral Accompaniment) 1945 |                                                                       |
| Run Devil Run                                                               | Run Devil Run                                                      | 1999 | Paul McCartney |                                                                       |
| Sailor's Hornpipe Live                                                      | Unveröffentlicht                                                   | 1987 | The Tornados |                                                                       |
| Sally Live                                                                  | Tripping the Live Fantastic                                        | 1990 | Will E. Haines, Harry Leon, Leo Towers (Gracie Fields) 1931 |                                                                       |
| Sally G                                                                     | Wings at the Speed of Sound                                        | 1974 | Paul McCartney, Linda McCartney | & Wings                                                               |
| Same Love                                                                   | Beautiful Night Single                                             | 1997 | Paul McCartney |                                                                       |
| Same Mistakes                                                               | Japanese Tears                                                     | 1980 | Denny Laine | & Denny Laine                                                         |
| Same Time Next Year                                                         | Put It There Single                                                | 1990 | Paul McCartney | & Wings                                                               |
| San Ferry Anne                                                              | Wings at the Speed of Sound                                        | 1976 | Paul McCartney, Linda McCartney | & Wings                                                               |
| San Francisco Bay Blues Live                                                | Unplugged (The Official Bootleg)                                   | 1991 | Jesse Fuller 1954 |                                                                       |
| Save the Child                                                              | Save the Child Single                                              | 1991 | |                                                                       |
| Save Us                                                                     | New                                                                | 2013 | Paul McCartney, Paul Epworth |                                                                       |
| Say, Darling Live                                                           | Unveröffentlicht                                                   | 1972 | Jule Styne |                                                                       |
| Say Say Say                                                                 | Pipes of Peace                                                     | 1983 | Paul McCartney, Michael Jackson | & Michael Jackson                                                     |
| Say Say Say                                                                 | Say Say S·A·Y (Single Digital)                                     | 2023 | Paul McCartney, Michael Jackson | & Michael Jackson, Kygo                                               |
| Say You Don't Mind                                                          | Japanese Tears                                                     | 1980 | Denny Laine | & Denny Laine                                                         |
| Scared                                                                      | New                                                                | 2013 | Paul McCartney, Paul Epworth |                                                                       |
| Scrambled Eggs (Yesterday)                                                  | Blow Your Pants Off                                                | 2012 | John Lennon, Paul McCartney (The Beatles) 1965 | & Jimmy Fallon                                                        |
| Sea – Cornish Wafer                                                         | Unveröffentlicht                                                   | 1978 | |                                                                       |
| Sea Melody                                                                  | London Town Session                                                | 1977 | Paul McCartney | & Wings                                                               |
| Searchin' Live                                                              | Unveröffentlicht                                                   | 1982 | The Coasters |                                                                       |
| Seaside Woman                                                               | Red Rose Speedway                                                  | 1972 | Linda McCartney | & Suzy and the Red Stripes                                            |
| Seaside Woman                                                               | Red Rose Speedway (2018, 2CD)                                      | 1973 | Linda McCartney | & Wings                                                               |
| Secret Friend                                                               | McCartney II                                                       | 1980 | Paul McCartney |                                                                       |
| See Your Sunshine                                                           | Memory Almost Full                                                 | 2007 | Paul McCartney |                                                                       |
| Seize The Day                                                               | McCartney III                                                      | 2020 | Paul McCartney |                                                                       |
| Seize The Day                                                               | McCartney III [Imagined]                                           | 2021 | | & Phoebe Bridgers                                                     |
| Send Me Some Lovin’ Live                                                    | Unveröffentlicht                                                   | 1982 | The Crickets |                                                                       |
| Send Me the Heart                                                           | Japanese Tears                                                     | 1980 | Denny Laine, Paul McCartney | & Denny Laine                                                         |
| Sepiks Prime                                                                | Destiny Soundtrack                                                 | 2014 | Martin O'Donnell, Michael Salvatori, C. Paul Johnson | & Michael Salvatori, C. Paul Johnson, Martin O'Donnell                |
| Sgt. Pepper's Lonely Hearts Club Band Live                                  | Tripping the Live Fantastic                                        | 1990 | John Lennon, Paul McCartney (The Beatles) 1967 |                                                                       |
| Sgt. Pepper's Lonely Hearts Club Band Live                                  | Live 8 DVD                                                         | 2005 | John Lennon, Paul McCartney (The Beatles) 1967 | & Bono                                                                |
| Shake a Hand                                                                | Run Devil Run                                                      | 1999 | Joe Morris (Faye Adams) 1953 |                                                                       |
| Shake It Off Live                                                           | Unveröffentlicht                                                   | 2015 | Taylor Swift |                                                                       |
| She Came in Through the Bathroom Window Live                                | Unveröffentlicht                                                   | 2005 | The Beatles |                                                                       |
| She Got It Good (Home Recording)                                            | Wild Life (2018, 2CD)                                              | 1971 | | & Wings                                                               |
| She Is So Beautiful                                                         | Chaos and Creation in the Backyard                                 | 2005 | Paul McCartney |                                                                       |
| She Said Yeah                                                               | Run Devil Run                                                      | 1999 | Sonny Christy, Roddy Jackson (Larry Williams) 1959 |                                                                       |
| She’s a Woman Live                                                          | Unplugged (The Official Bootleg)                                   | 1991 | John Lennon, Paul McCartney (The Beatles) 1964 |                                                                       |
| She’s Given Up Talking                                                      | Driving Rain                                                       | 2001 | Paul McCartney | Aufnahme: Henson Studios, Los Angeles                                 |
| She’s Leaving Home Live                                                     | Back in the World                                                  | 2003 | John Lennon, Paul McCartney (The Beatles) 1967 |                                                                       |
| She’s My Baby                                                               | Wings at the Speed of Sound                                        | 1976 | Paul McCartney, Linda McCartney | & Wings                                                               |
| Shine a Light (In Mexico) Live                                              | Unveröffentlicht                                                   | 2010 | |                                                                       |
| Showtime Live                                                               | Tripping the Live Fantastic                                        | 1990 | Paul McCartney |                                                                       |
| Siege Dancers                                                               | Destiny Soundtrack                                                 | 2014 | Martin O'Donnell, Michael Salvatori, C. Paul Johnson | & Michael Salvatori, C. Paul Johnson, Martin O'Donnell                |
| Silence And Music                                                           | A Garland For Linda                                                | 2000 | Paul McCartney |                                                                       |
| Silly Love Songs                                                            | Give My Regards To Broad Street                                    | 1984 | Paul McCartney |                                                                       |
| Silly Love Songs                                                            | Wings at the Speed of Sound                                        | 1976 | Paul McCartney, Linda McCartney | & Wings                                                               |
| Silver                                                                      | Japanese Tears                                                     | 1980 | Denny Laine | & Denny Laine                                                         |
| Simple as That                                                              | Give My Regards to Broad Street                                    | 1984 | Paul McCartney |                                                                       |
| Sing the Changes                                                            | Electric Arguments                                                 | 2008 | Paul McCartney | & The Fireman                                                         |
| Singalong Junk Instrumental                                                 | McCartney                                                          | 1970 | Paul McCartney |                                                                       |
| Singing the Blues Live                                                      | Unplugged (The Official Bootleg)                                   | 1991 | Melvin Endsley (Marty Robbins) 1956 |                                                                       |
| Single Pigeon                                                               | Red Rose Speedway                                                  | 1973 | Paul McCartney, Linda McCartney | & Wings                                                               |
| Sitting at the Piano                                                        | Unveröffentlicht                                                   | 1975 | |                                                                       |
| Sixty Second Street                                                         | Egypt Station [Explorer's Edition]                                 | 2019 | |                                                                       |
| Slidin'                                                                     | McCartney III                                                      | 2020 | Paul McCartney |                                                                       |
| Smile Away                                                                  | Ram                                                                | 1971 | Paul McCartney | & Linda McCartney                                                     |
| Smile Away                                                                  | Thrillington                                                       | 1977 | Paul McCartney | als Percy "Thrills" Thrillington                                      |
| So Bad                                                                      | Pipes of Peace                                                     | 1983 | Paul McCartney |                                                                       |
| So Bad                                                                      | Love & Faith & Inspiration                                         | 2001 | Paul McCartney | & Lindsay Pagano                                                      |
| So Glad to See You Here                                                     | Back to the Egg                                                    | 1979 | Paul McCartney | & Wings                                                               |
| Soggy Noodle                                                                | Off The Ground – Complete Works                                    | 1993 | Paul McCartney |                                                                       |
| Soily Live                                                                  | Wings over America                                                 | 1976 | Paul McCartney, Linda McCartney | & Wings                                                               |
| Some People Never Know                                                      | Wild Life                                                          | 1971 | Paul McCartney, Linda McCartney | & Wings                                                               |
| Somebody Ought to Know the Way                                              | Japanese Tears                                                     | 1980 | Denny Laine | & Denny Laine                                                         |
| Somebody Who Cares                                                          | Tug of War                                                         | 1982 | Paul McCartney |                                                                       |
| Somedays                                                                    | Flaming Pie                                                        | 1997 | Paul McCartney |                                                                       |
| Something Live                                                              | Back in the U.S.                                                   | 2002 | George Harrison (The Beatles) 1969 |                                                                       |
| Something That Didn't Happen                                                | Tug Of War                                                         | 2015 | |                                                                       |
| Song in Space Live                                                          | Unveröffentlicht                                                   | 1991 | |                                                                       |
| Souvenir                                                                    | Flaming Pie                                                        | 1997 | Paul McCartney |                                                                       |
| Spies Like Us                                                               | Press to Play                                                      | 1985 | Paul McCartney |                                                                       |
| Spin It On                                                                  | Back to the Egg                                                    | 1979 | Paul McCartney | & Wings                                                               |
| Spinning on an Axis                                                         | Driving Rain                                                       | 2001 | Paul McCartney, James McCartney |                                                                       |
| Spiral                                                                      | Working Classical                                                  | 1999 | Paul McCartney |                                                                       |
| Spirits of Ancient Egypt                                                    | Venus and Mars                                                     | 1975 | Paul McCartney, Linda McCartney | & Wings                                                               |
| Spiritus                                                                    | Ecce Cor Meum                                                      | 2006 | Paul McCartney |                                                                       |
| Squid                                                                       | Unveröffentlicht                                                   | 1997 | |                                                                       |
| Stand By Me Live                                                            | Unveröffentlicht                                                   | 2000 | | & James Brown, Brian Wilson                                           |
| Star Song                                                                   | The Show Must Go On                                                | 2012 | | & Adam Faith, Linda McCartney                                         |
| Station II                                                                  | Egypt Station                                                      | 2018 | Paul McCartney |                                                                       |
| Stop, You Don't Know Where She Came From                                    | Tug Of War                                                         | 2015 | |                                                                       |
| Storm                                                                       | Unveröffentlicht                                                   | 1978 | |                                                                       |
| Stranglehold                                                                | Press to Play                                                      | 1986 | Paul McCartney, Eric Stewart |                                                                       |
| Strawberries Oceans Ships Forest                                            | Strawberries Oceans Ships Forest                                   | 1993 | Paul McCartney, Youth | & The Fireman                                                         |
| Strawberry Fields Forever Live                                              | All My Trials Single                                               | 1990 | John Lennon, Paul McCartney (The Beatles) 1967 |                                                                       |
| Strings Pluck, Horns Blow, Drums Beat Live                                  | Unveröffentlicht                                                   | 1997 | |                                                                       |
| Struggle                                                                    | New                                                                | 2013 | Paul McCartney |                                                                       |
| Studio Performance Video – Fine Line                                        | Chaos and Creation in the Backyard DVD                             | 2005 | Paul McCartney |                                                                       |
| Style Style                                                                 | Off The Ground – Complete Works                                    | 1993 | Paul McCartney |                                                                       |
| Subtle Colours Merged Soft Contours Live                                    | Unveröffentlicht                                                   | 1997 | |                                                                       |
| Suicide Out-take                                                            | McCartney                                                          | 1970 | Paul McCartney |                                                                       |
| Summer of '59                                                               | Chaos and Creation in the Backyard                                 | 2005 | Paul McCartney |                                                                       |
| Summer's Day Song                                                           | McCartney II                                                       | 1980 | Paul McCartney |                                                                       |
| Summertime                                                                  | CHOBA B CCCP                                                       | 1988 | George Gershwin, Ira Gershwin, DuBose Heyward (Abbie Mitchell) 1935 |                                                                       |
| Sun Is Shining                                                              | Electric Arguments                                                 | 2008 | Paul McCartney | & The Fireman                                                         |
| Sunrise Mix                                                                 | Strawberries Oceans Ships Forest                                   | 1993 | Paul McCartney, Youth | & The Fireman                                                         |
| Sunshine Sometime Earliest Mix                                              | Ram                                                                | 1971 | Paul McCartney | & Linda McCartney                                                     |
| Sweet Sweet Memories                                                        | Off The Ground – Complete Works                                    | 1993 | Paul McCartney |                                                                       |
| Sweetest Little Show                                                        | Pipes of Peace                                                     | 1983 | Paul McCartney |                                                                       |
| Take It Away                                                                | Tug of War                                                         | 1982 | Paul McCartney |                                                                       |
| Talk More Talk                                                              | Press to Play                                                      | 1986 | Paul McCartney |                                                                       |
| Teddy Boy                                                                   | McCartney                                                          | 1970 | Paul McCartney |                                                                       |
| Temple of Crota                                                             | Destiny Soundtrack                                                 | 2014 | Martin O'Donnell, Michael Salvatori, C. Paul Johnson | & Michael Salvatori, C. Paul Johnson, Martin O'Donnell                |
| Temporary Secretary                                                         | McCartney II                                                       | 1980 | Paul McCartney |                                                                       |
| Tequila Live                                                                | Unveröffentlicht                                                   | 1986 | The Champs |                                                                       |
| Thank You Darling                                                           | Red Rose Speedway (2018, 2CD)                                      | 1973 | | & Wings                                                               |
| That Day Is Done                                                            | Flowers in the Dirt                                                | 1989 | Paul McCartney, Declan MacManus |                                                                       |
| That'll Be The Day                                                          | That'll Be The Day Single                                          | 1958 | Buddy Holly, Norman Petty | & The Quarrymen                                                       |
| That's All for Now Live                                                     | Unveröffentlicht                                                   | 2005 | The Champs |                                                                       |
| That's All Right (Mama)                                                     | CHOBA B CCCP                                                       | 1988 | Arthur „Big Boy“ Crudup 1946 |                                                                       |
| That Was Me                                                                 | Memory Almost Full                                                 | 2007 | Paul McCartney |                                                                       |
| That Would Be Something                                                     | McCartney                                                          | 1970 | Paul McCartney |                                                                       |
| The Album Story                                                             | McCartney DVD                                                      |      | |                                                                       |
| The Back Seat of My Car UK 39                                               | Ram                                                                | 1971 | Paul McCartney | & Linda McCartney                                                     |
| The Back Seat of My Car                                                     | Ram in Mono                                                        | 2000 | Paul McCartney |                                                                       |
| The Ballad of the Skeletons                                                 | Flaming Pie                                                        | 1997 | Paul McCartney, Allen Ginsberg, Philip Glass |                                                                       |
| The Beach                                                                   | McCartney DVD                                                      |      | |                                                                       |
| The Broadcast                                                               | Back to the Egg                                                    | 1979 | Paul McCartney | & Wings                                                               |
| The Christmas Song (Chestnuts Roasting on an Open Fire)                     | Christmas Rules Various Artists                                    | 2012 | Mel Tormé, Robert Wells (The King Cole Trio with String Choir) 1946 |                                                                       |
| The Collapse                                                                | Destiny Soundtrack                                                 | 2014 | Martin O'Donnell, Michael Salvatori, C. Paul Johnson | & Michael Salvatori, C. Paul Johnson, Martin O'Donnell                |
| The Collective                                                              | Destiny Soundtrack                                                 | 2014 | Martin O'Donnell, Michael Salvatori, C. Paul Johnson | & Michael Salvatori, C. Paul Johnson, Martin O'Donnell                |
| The Doorway Of The Dawn                                                     | A Garland For Linda                                                | 2000 | Paul McCartney |                                                                       |
| The Drinking Song                                                           | Save the Child Single                                              | 1991 | |                                                                       |
| The End Live                                                                | Tripping the Live Fantastic                                        | 1990 | John Lennon, Paul McCartney (The Beatles) 1969 |                                                                       |
| The End of the End                                                          | Memory Almost Full                                                 | 2007 | Paul McCartney |                                                                       |
| The Fallen                                                                  | Destiny Soundtrack                                                 | 2014 | Martin O'Donnell, Michael Salvatori, C. Paul Johnson | & Michael Salvatori, C. Paul Johnson, Martin O'Donnell                |
| The First Stone                                                             | This One Single                                                    | 1989 | Paul McCartney, Hamish Stuart |                                                                       |
| The Flight Of The Swan                                                      | A Garland For Linda                                                | 2000 | Paul McCartney |                                                                       |
| The Fool Live                                                               | Unveröffentlicht                                                   | 1991 | Sanford Clark |                                                                       |
| The Fool on the Hill Live                                                   | Tripping the Live Fantastic                                        | 1990 | John Lennon, Paul McCartney (The Beatles) 1967 |                                                                       |
| The Girl Is Mine                                                            | Thriller                                                           | 1982 | Michael Jackson | & Michael Jackson                                                     |
| The Glory of Love                                                           | Kisses on the Bottom                                               | 2012 | Billy Hill (Willie Bryant and his Orchestra) 1936 |                                                                       |
| The Great Cock And Seagull Race (Mono / Rough Mix)                          | Wild Life (2018, 2CD)                                              | 1971 | | & Wings                                                               |
| The Great Unknown                                                           | Destiny Soundtrack                                                 | 2014 | Martin O'Donnell, Michael Salvatori, C. Paul Johnson | & Michael Salvatori, C. Paul Johnson, Martin O'Donnell                |
| The Hive                                                                    | Destiny Soundtrack                                                 | 2014 | Martin O'Donnell, Michael Salvatori, C. Paul Johnson | & Michael Salvatori, C. Paul Johnson, Martin O'Donnell                |
| The Hustle Live                                                             | Unveröffentlicht                                                   | 1990 | Van McCoy |                                                                       |
| The Inch Worm                                                               | Kisses on the Bottom                                               | 2012 | Frank Loesser (Danny Kaye) 1952 |                                                                       |
| The Journey Home                                                            | Destiny Soundtrack                                                 | 2014 | Martin O'Donnell, Michael Salvatori, C. Paul Johnson | & Michael Salvatori, C. Paul Johnson, Martin O'Donnell                |
| The Kiss Of Venus                                                           | McCartney III                                                      | 2020 | Paul McCartney |                                                                       |
| The Kiss Of Venus                                                           | McCartney III [Imagined]                                           | 2021 | Paul McCartney, Dominic Fike | & Dominic Fike                                                        |
| The Last Array                                                              | Destiny Soundtrack                                                 | 2014 | Martin O'Donnell, Michael Salvatori, C. Paul Johnson | & Michael Salvatori, C. Paul Johnson, Martin O'Donnell                |
| The Long and Winding Road                                                   | Give My Regards to Broad Street                                    | 1984 | John Lennon, Paul McCartney (The Beatles) 1970 |                                                                       |
| The Long And Winding Road Live                                              | Wings Over America                                                 | 1976 | John Lennon, Paul McCartney (The Beatles) 1970 | & Wings                                                               |
| The Loveliest Thing                                                         | Flowers In The Dirt                                                | 1989 | Paul McCartney |                                                                       |
| The Lovely Linda                                                            | McCartney                                                          | 1970 | Paul McCartney |                                                                       |
| The Lovers That Never Were                                                  | Off the Ground                                                     | 1993 | Paul McCartney, Declan MacManus |                                                                       |
| The Man                                                                     | Pipes of Peace                                                     | 1983 | Paul McCartney, Michael Jackson | & Michael Jackson                                                     |
| The Mess                                                                    | Red Rose Speedway                                                  | 1973 | Paul McCartney | & Wings                                                               |
| The Mess I’m In Live, Hague                                                 | Red Rose Speedway                                                  | 1973 | Paul McCartney, Linda McCartney | & Wings                                                               |
| The Night Before Live                                                       | Unveröffentlicht                                                   | 2011 | The Beatles |                                                                       |
| The Note You Never Wrote                                                    | Wings at the Speed of Sound                                        | 1976 | Paul McCartney, Linda McCartney | & Wings                                                               |
| The Other Me                                                                | Pipes of Peace                                                     | 1983 | Paul McCartney |                                                                       |
| The Pound Is Sinking                                                        | Tug of War                                                         | 1982 | Paul McCartney |                                                                       |
| The Song We Were Singing                                                    | Flaming Pie                                                        | 1997 | Paul McCartney |                                                                       |
| The Stranger                                                                | Destiny Soundtrack                                                 | 2014 | Martin O'Donnell, Michael Salvatori, C. Paul Johnson | & Michael Salvatori, C. Paul Johnson, Martin O'Donnell                |
| The Tower                                                                   | Destiny Soundtrack                                                 | 2014 | Martin O'Donnell, Michael Salvatori, C. Paul Johnson | & Michael Salvatori, C. Paul Johnson, Martin O'Donnell                |
| The Traveler                                                                | Destiny Soundtrack                                                 | 2014 | Martin O'Donnell, Michael Salvatori, C. Paul Johnson | & Michael Salvatori, C. Paul Johnson, Martin O'Donnell                |
| The Very Thought of You                                                     | Duets: An American Classic                                         | 2006 | Ray Noble | & Tony Bennett                                                        |
| The Vex                                                                     | Destiny Soundtrack                                                 | 2014 | Martin O'Donnell, Michael Salvatori, C. Paul Johnson | & Michael Salvatori, C. Paul Johnson, Martin O'Donnell                |
| The Warmind                                                                 | Destiny Soundtrack                                                 | 2014 | Martin O'Donnell, Michael Salvatori, C. Paul Johnson | & Michael Salvatori, C. Paul Johnson, Martin O'Donnell                |
| The Word Live                                                               | Unveröffentlicht                                                   | 2011 | The Beatles |                                                                       |
| The World is Waiting for the Sunrise Live                                   | Unveröffentlicht                                                   | 1991 | Ernest Seitz |                                                                       |
| The World's Grave                                                           | Destiny Soundtrack                                                 | 2014 | Martin O'Donnell, Michael Salvatori, C. Paul Johnson | & Michael Salvatori, C. Paul Johnson, Martin O'Donnell                |
| The World Tonight                                                           | Flaming Pie                                                        | 1997 | Paul McCartney |                                                                       |
| The World You're Coming Into Live                                           | Unveröffentlicht                                                   | 2006 | |                                                                       |
| Things We Said Today Live                                                   | Tripping the Live Fantastic                                        | 1990 | John Lennon, Paul McCartney (The Beatles) 1964 |                                                                       |
| This Loving Game                                                            | Chaos and Creation in the Backyard                                 | 2005 | Paul McCartney |                                                                       |
| This Never Happened Before                                                  | Chaos and Creation in the Backyard                                 | 2005 | Paul McCartney |                                                                       |
| This One                                                                    | Flowers in the Dirt                                                | 1989 | Paul McCartney |                                                                       |
| Three Legs                                                                  | Unveröffentlicht                                                   |      | |                                                                       |
| Through Our Love                                                            | Pipes of Peace                                                     | 1983 | Paul McCartney |                                                                       |
| Till There Was You Live                                                     | DVD                                                                | 2004 | Meredith Willson (Barbara Cook & Robert Preston) 1957 |                                                                       |
| Time to Hide                                                                | Wings at the Speed of Sound                                        | 1976 | Denny Laine | & Wings                                                               |
| Tiny Bubble                                                                 | Driving Rain                                                       | 2001 | Paul McCartney |                                                                       |
| To You                                                                      | Back to the Egg                                                    | 1979 | Paul McCartney | & Wings                                                               |
| Together Live                                                               | Tripping the Live Fantastic                                        | 1990 | Paul McCartney, Linda McCartney, Hamish Stuart, Robbie McIntosh, Paul Wickens, Chris Whitten |                                                                       |
| Tommy's Coming Home                                                         | Unveröffentlicht                                                   | 1989 | |                                                                       |
| Tomorrow                                                                    | Wild Life                                                          | 1971 | Paul McCartney, Linda McCartney | & Wings                                                               |
| Too Many People (She Came In Through The Bathroom Window)                   | Ram                                                                | 1971 | John Lennon, Paul McCartney (The Beatles) 1969 | & Linda McCartney                                                     |
| Too Many People (She Came In Through The Bathroom Window)                   | Thrillington                                                       | 1977 | Paul McCartney | als Percy "Thrills" Thrillington                                      |
| Too Much Rain                                                               | Chaos and Creation in the Backyard                                 | 2005 | Paul McCartney |                                                                       |
| Tough on a Tightrope                                                        | Press to Play                                                      | 1986 | Paul McCartney, Eric Stewart |                                                                       |
| Tragedy                                                                     | Red Rose Speedway (2018, 2CD)                                      | 1973 | | & Wings                                                               |
| Tranquility                                                                 | Destiny Soundtrack                                                 | 2014 | Martin O'Donnell, Michael Salvatori, C. Paul Johnson | & Michael Salvatori, C. Paul Johnson, Martin O'Donnell                |
| Trans Lunar Rising                                                          | Strawberries Oceans Ships Forest                                   | 1993 | Paul McCartney, Youth | & The Fireman                                                         |
| Transcrystaline                                                             | Strawberries Oceans Ships Forest                                   | 1993 | Paul McCartney, Youth | & The Fireman                                                         |
| Transpiritual Stomp                                                         | Strawberries Oceans Ships Forest                                   | 1993 | Paul McCartney, Youth | & The Fireman                                                         |
| Traveler's Promise                                                          | Destiny Soundtrack                                                 | 2014 | Martin O'Donnell, Michael Salvatori, C. Paul Johnson | & Michael Salvatori, C. Paul Johnson, Martin O'Donnell                |
| Travelling Light                                                            | Electric Arguments                                                 | 2008 | Paul McCartney | & The Fireman                                                         |
| Treat Her Gently (Lonely People)                                            | Venus and Mars                                                     | 1975 | Paul McCartney, Linda McCartney | & Wings                                                               |
| Tropic Island Hum                                                           | Tropic Island Hum Single                                           | 2004 | Paul McCartney |                                                                       |
| Try Not to Cry                                                              | Run Devil Run                                                      | 1999 | Paul McCartney |                                                                       |
| Tuesday                                                                     | Working Classical                                                  | 1999 | Paul McCartney |                                                                       |
| Tug Of Peace                                                                | Pipes Of Peace                                                     | 1983 | Paul McCartney |                                                                       |
| Tug of War                                                                  | Tug of War                                                         | 1982 | Paul McCartney |                                                                       |
| Turned Out                                                                  | New                                                                | 2013 | Paul McCartney |                                                                       |
| Twenty Five Fingers                                                         | Unveröffentlicht                                                   | 1987 | |                                                                       |
| Twenty Flight Rock                                                          | CHOBA B CCCP                                                       | 1988 | Ned Fairchild (Eddie Cochran) 1957 |                                                                       |
| Twice in a Lifetime                                                         | Pipes of Peace                                                     | 1993 | Paul McCartney |                                                                       |
| Two Magpies                                                                 | Electric Arguments                                                 | 2008 | Paul McCartney | & The Fireman                                                         |
| Two of Us Live                                                              | DVD                                                                | 2002 | John Lennon, Paul McCartney (The Beatles) 1970 |                                                                       |
| Uncle Albert DE 30                                                          | Ram                                                                | 1971 | Paul McCartney, Linda McCartney | & Linda McCartney                                                     |
| Uncle Albert                                                                | Thrillington                                                       | 1977 | Paul McCartney, Linda McCartney | als Percy "Thrills" Thrillington                                      |
| Uncle Albert Jam                                                            | Ram                                                                | 1971 | | & Linda McCartney                                                     |
| Universal Here, Everlasting Now                                             | Electric Arguments                                                 | 2008 | Paul McCartney | & The Fireman                                                         |
| Untold Legends                                                              | Destiny Soundtrack                                                 | 2014 | Martin O'Donnell, Michael Salvatori, C. Paul Johnson | & Michael Salvatori, C. Paul Johnson, Martin O'Donnell                |
| Used to Be Bad                                                              | Flaming Pie                                                        | 1997 | Steve Miller, Paul McCartney |                                                                       |
| Valentine Day Instrumental                                                  | McCartney                                                          | 1970 | Paul McCartney |                                                                       |
| Vanilla Sky Live                                                            | Back in the U.S.                                                   | 2002 | Paul McCartney |                                                                       |
| Venus and Mars                                                              | Venus and Mars                                                     | 1975 | Paul McCartney, Linda McCartney | & Wings                                                               |
| Venus And Mars Rock Show                                                    | Venus And Mars [The Paul McCartney Collection]                     | 1975 | Paul McCartney | & Wings                                                               |
| Veronica                                                                    | Unveröffentlicht                                                   | 1989 | |                                                                       |
| Vintage Clothes                                                             | Memory Almost Full                                                 | 2007 | Paul McCartney |                                                                       |
| Waiting For Your Train                                                      | Unveröffentlicht                                                   | 2002 | |                                                                       |
| Walking In The Meadow                                                       | Unveröffentlicht                                                   | 1978 | |                                                                       |
| Walking in the Park with Eloise                                             | Wings at the Speed of Sound                                        | 1974 | James McCartney | & The Country Hams                                                    |
| Wanderlust                                                                  | Tug of War                                                         | 1982 | Paul McCartney |                                                                       |
| Warm and Beautiful                                                          | Wings at the Speed of Sound                                        | 1976 | Paul McCartney, Linda McCartney | & Wings                                                               |
| Water Lilies                                                                | A Garland For Linda                                                | 2000 | Paul McCartney |                                                                       |
| Watercolour Guitars                                                         | Rushes                                                             | 1998 | Paul McCartney, Youth | & The Fireman                                                         |
| Watercolour Rush                                                            | Rushes                                                             | 1998 | Paul McCartney, Youth | & The Fireman                                                         |
| Waterfalls                                                                  | McCartney II                                                       | 1980 | Paul McCartney |                                                                       |
| Waterspout                                                                  | London Town Session                                                | 1977 | Paul McCartney |                                                                       |
| We All Stand Together                                                       | Pipes Of Peace                                                     | 1984 | Paul McCartney | & The Frog Chorus                                                     |
| We Are Family Live                                                          | Unveröffentlicht                                                   | 2003 | |                                                                       |
| We Can Work It Out Live                                                     | Unplugged (The Official Bootleg)                                   | 1991 | John Lennon, Paul McCartney (The Beatles) 1965 |                                                                       |
| We Got Married                                                              | Flowers in the Dirt                                                | 1989 | Paul McCartney |                                                                       |
| We Love You                                                                 | Rolled Gold – The Very Best Of The Rolling Stones                  | 1979 | Keith Richards, Mick Jagger | & John Lennon, The Rolling Stones                                     |
| We're Open Tonight                                                          | Back to the Egg                                                    | 1979 | Paul McCartney | & Wings                                                               |
| We Three (My Echo, My Shadow and Me)                                        | Kisses on the Bottom                                               | 2012 | Sammy Mysels, Dick Robertson, Nelson Cogane (Tommy Dorsey and his Orchestra with Frank Sinatra) 1940 |                                                                       |
| Weep for Love                                                               | Japanese Tears                                                     | 1980 | Denny Laine | & Denny Laine                                                         |
| Welcome                                                                     | Unveröffentlicht                                                   | 2002 | |                                                                       |
| Welcome to Soundcheck Live                                                  | Paul Is Live                                                       | 1993 | Paul McCartney |                                                                       |
| What I'd Say Live                                                           | Unveröffentlicht                                                   | 1987 | Earl Thomas Conley |                                                                       |
| What It Is                                                                  | Run Devil Run                                                      | 1999 | Paul McCartney |                                                                       |
| What's That You're Doing?                                                   | Tug of War                                                         | 1982 | Paul McCartney, Stevie Wonder |                                                                       |
| When the Night                                                              | Red Rose Speedway                                                  | 1973 | Paul McCartney, Linda McCartney | & Wings                                                               |
| When The Wind Is Blowing                                                    | Wild Life [Deluxe Edition, 2018, 2CD]                              | 1971 | | & Wings                                                               |
| While My Guitar Gently Weeps Live                                           | Concert For George                                                 | 2009 | George Harrison (The Beatles) 1968 | & Eric Clapton                                                        |
| Who Cares                                                                   | Egypt Station                                                      | 2018 | Paul McCartney |                                                                       |
| Whole Life                                                                  | Whole Life Single                                                  | 2003 | Paul McCartney, David A. Stewart | & Dave Stewart                                                        |
| Whole Lotta Shakin' Goin' On Live                                           | Unveröffentlicht                                                   | 2005 | Big Maybelle |                                                                       |
| Why Don't We Do It in the Road? Live                                        | Unveröffentlicht                                                   | 2001 | The Beatles |                                                                       |
| Why So Blue                                                                 | Memory Almost Full                                                 | 2007 | Paul McCartney |                                                                       |
| Wild Life                                                                   | Wild Life                                                          | 1971 | Paul McCartney, Linda McCartney | & Wings                                                               |
| Winedark Open Sea                                                           | Off the Ground                                                     | 1993 | Paul McCartney |                                                                       |
| Wino Junko                                                                  | Wings at the Speed of Sound                                        | 1976 | Jimmy McCulloch, Colin Allen | & Wings                                                               |
| Winter Bird / When Winter Comes                                             | McCartney III                                                      | 2020 | Paul McCartney |                                                                       |
| Winter Rose/Love Awake                                                      | Back to the Egg                                                    | 1979 | Paul McCartney | & Wings                                                               |
| With a Little Help From My Friends Live                                     | Unveröffentlicht                                                   | 2009 | The Beatles |                                                                       |
| With a Little Luck                                                          | London Town                                                        | 1978 | Paul McCartney | & Wings                                                               |
| Women And Wives                                                             | McCartney III                                                      | 2020 | Paul McCartney |                                                                       |
| Women Kind Demo                                                             | McCartney                                                          | 1970 | Paul McCartney |                                                                       |
| Wonderful Christmastime                                                     | Back to the Egg                                                    | 1979 | Paul McCartney |                                                                       |
| Wonderful Christmastime                                                     | Under The Influence                                                | 2013 | Paul McCartney | & Straight No Chaser                                                  |
| Write Away                                                                  | Press to Play                                                      | 1986 | Paul McCartney, Eric Stewart |                                                                       |
| Yellow Submarine Live                                                       | Unveröffentlicht                                                   | 2003 | The Beatles |                                                                       |
| Yesterday                                                                   | Give My Regards to Broad Street                                    | 1984 | John Lennon, Paul McCartney (The Beatles) 1965 |                                                                       |
| Yesterday                                                                   | Wings Over America                                                 | 1976 | John Lennon, Paul McCartney (The Beatles) 1965 | & Wings                                                               |
| You Gave Me the Answer                                                      | Venus and Mars                                                     | 1975 | Paul McCartney, Linda McCartney | & Wings                                                               |
| You Know I'll Get You Baby                                                  | McCartney II                                                       | 2011 | Paul McCartney |                                                                       |
| You Never Give Me Your Money Live                                           | Unveröffentlicht                                                   | 2002 | The Beatles |                                                                       |
| You Tell Me                                                                 | Memory Almost Full                                                 | 2007 | Paul McCartney |                                                                       |
| You've Lost That Lovin Feelin                                               | Freddie Starr                                                      | 1978 | Barry Mann, Cynthia Weil, Phil Spector | & Freddie Starr                                                       |
| You Want Her Too                                                            | Flowers in the Dirt                                                | 1989 | Paul McCartney, Declan MacManus |                                                                       |
| You Won't See Me Live                                                       | Unveröffentlicht                                                   | 2004 | The Beatles |                                                                       |
| Young Boy                                                                   | Flaming Pie                                                        | 1997 | Paul McCartney |                                                                       |
| Your Loving Flame                                                           | Driving Rain                                                       | 2001 | Paul McCartney |                                                                       |
| Your Mother Should Know Live                                                | Unveröffentlicht                                                   | 2013 | The Beatles |                                                                       |
| Your Way                                                                    | Driving Rain                                                       | 2001 | Paul McCartney |                                                                       |
| Yvonne's The One                                                            | Unveröffentlicht                                                   | 1995 | |                                                                       |
| Zoo Gang                                                                    | Band On The Run                                                    | 1974 | Paul McCartney, Linda McCartney | & Wings                                                               |